# Liste der mittelalterlichen Erdburgen in Irland
Die Liste der mittelalterlichen Erdburgen in Irland enthält alle Motten in der Republik Irland und in Nordirland, die auf den Seiten des
- irischen National Monument Service NMS[1]
- und des Northern Ireland Sites & Monument Record NISMR[2]  aufgeführt und zumindest teilweise erhalten sind.

Neben diesem Typ (Motte) wird in Irland, Wales und England ein weiterer beschrieben. Dieser ist als Ringwork bekannt; dabei handelt es sich ebenfalls um Erdburgen, die aber breiter und flacher sind. Allerdings ist die Kategorisierung als Ringwork teilweise umstritten.
Zusätzlich zu den Einträgen des NMS und des NISMR werden die Monumente aufgeführt, die zwischenzeitlich als mittelalterliche Erdburgen eingestuft wurden. Dabei wird in der Namensspalte die Quelle angegeben.
Durch ein &B wird noch angegeben, ob zusätzlich eine Vorburg  (Bailey) vorhanden ist.
Beide Typen stammen aus der Zeit der normannischen Eroberung Irlands ab 1169. Sie wurden als erste, schnell zu errichtende, Befestigungen gebaut.
Mit possible,  probable oder might be beschriebene Einträge werden als Nicht sicher aufgeführt.
Da die Einstufungen bei aktuelleren Erkenntnissen geändert werden (ohne dass eine Versionsgeschichte mitgeführt wird), können die Einträge im Laufe der Zeit von den hier aufgeführten abweichen (Stand Frühjahr 2022). Ebenso ist zu beachten, dass man bei einer Suche nach Motte im jeweiligen Suchfeld nicht alle Einträge bekommt; teils, weil es als Ráth und Motte aufgelistet wird (man bekommt dann nur den Eintrag, wenn man nach Ráth sucht), teils aber auch, dass nur Ringfort angegeben ist, im zugehörigen Text aber dann steht, dass es sich höchstwahrscheinlich um eine Motte handelt.

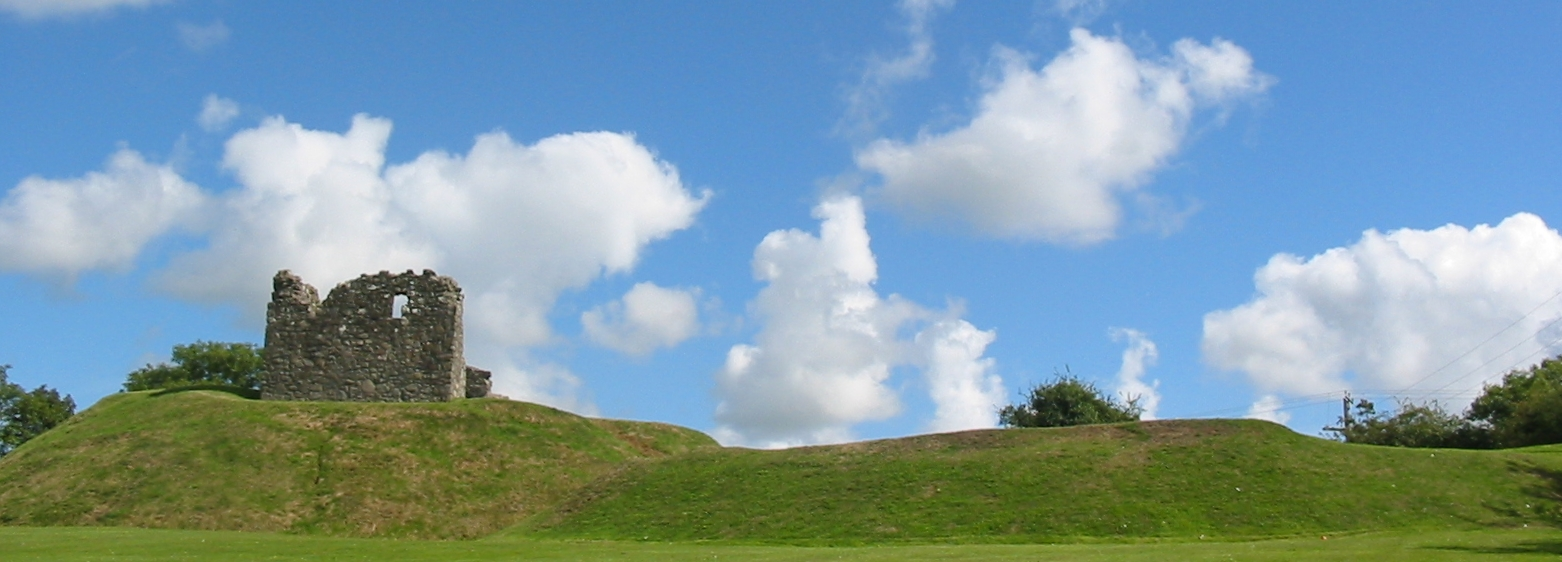
Motte in Clough, County Down
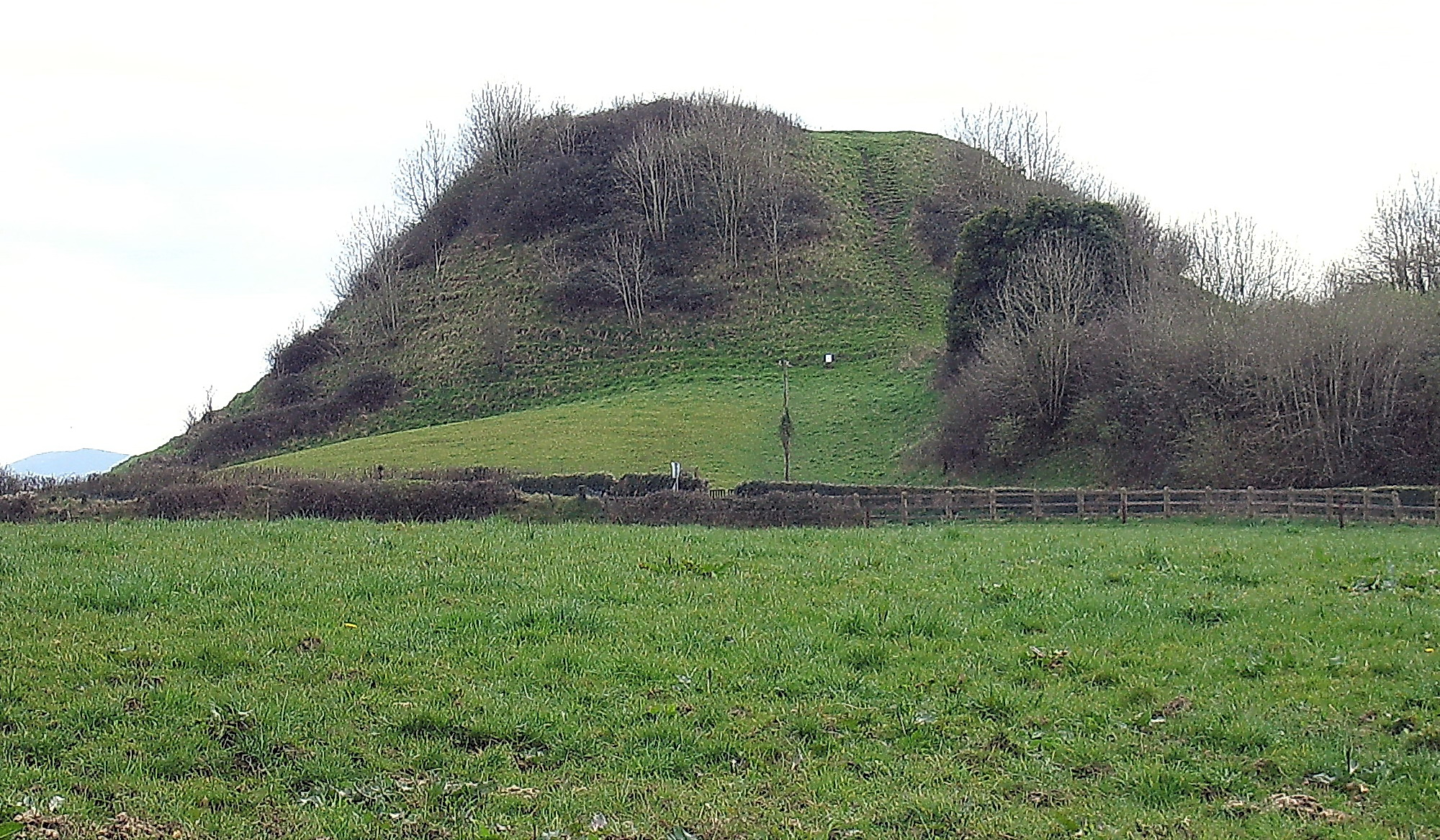
Motte von Knockgraffon, County Tipperary
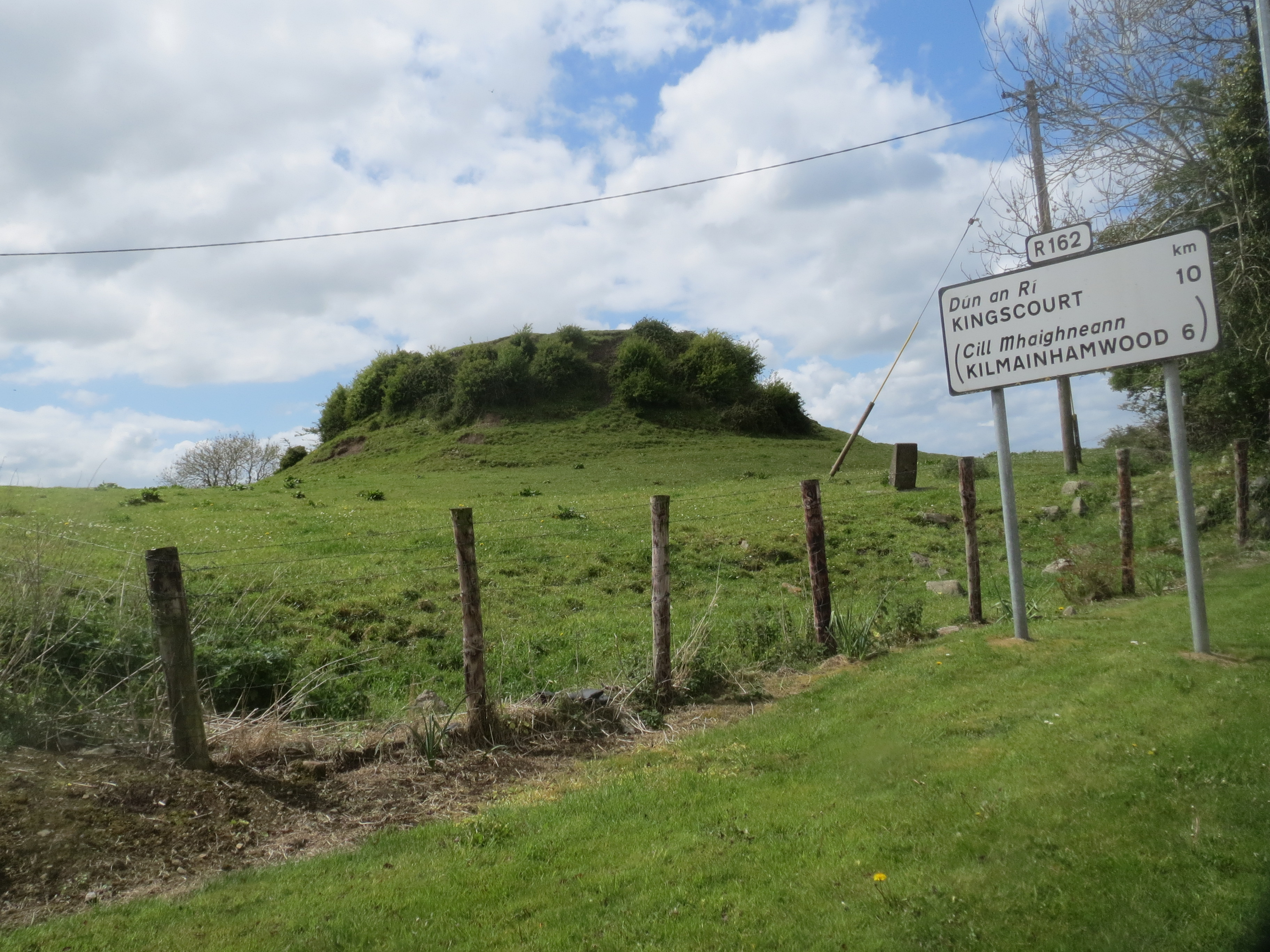
Motte in Nobber, County Meath
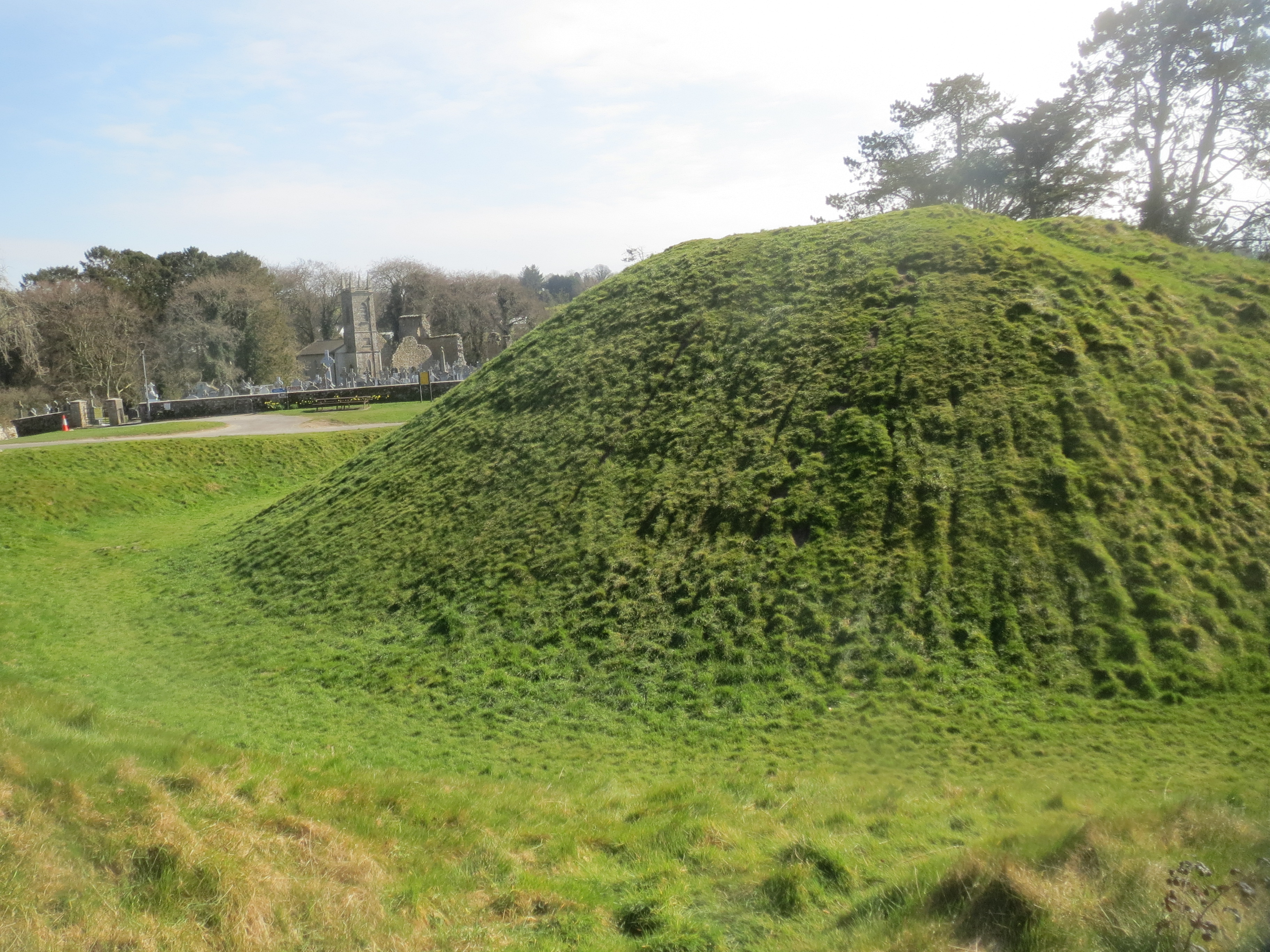
Motte in St. Mullin’s, County Carlow
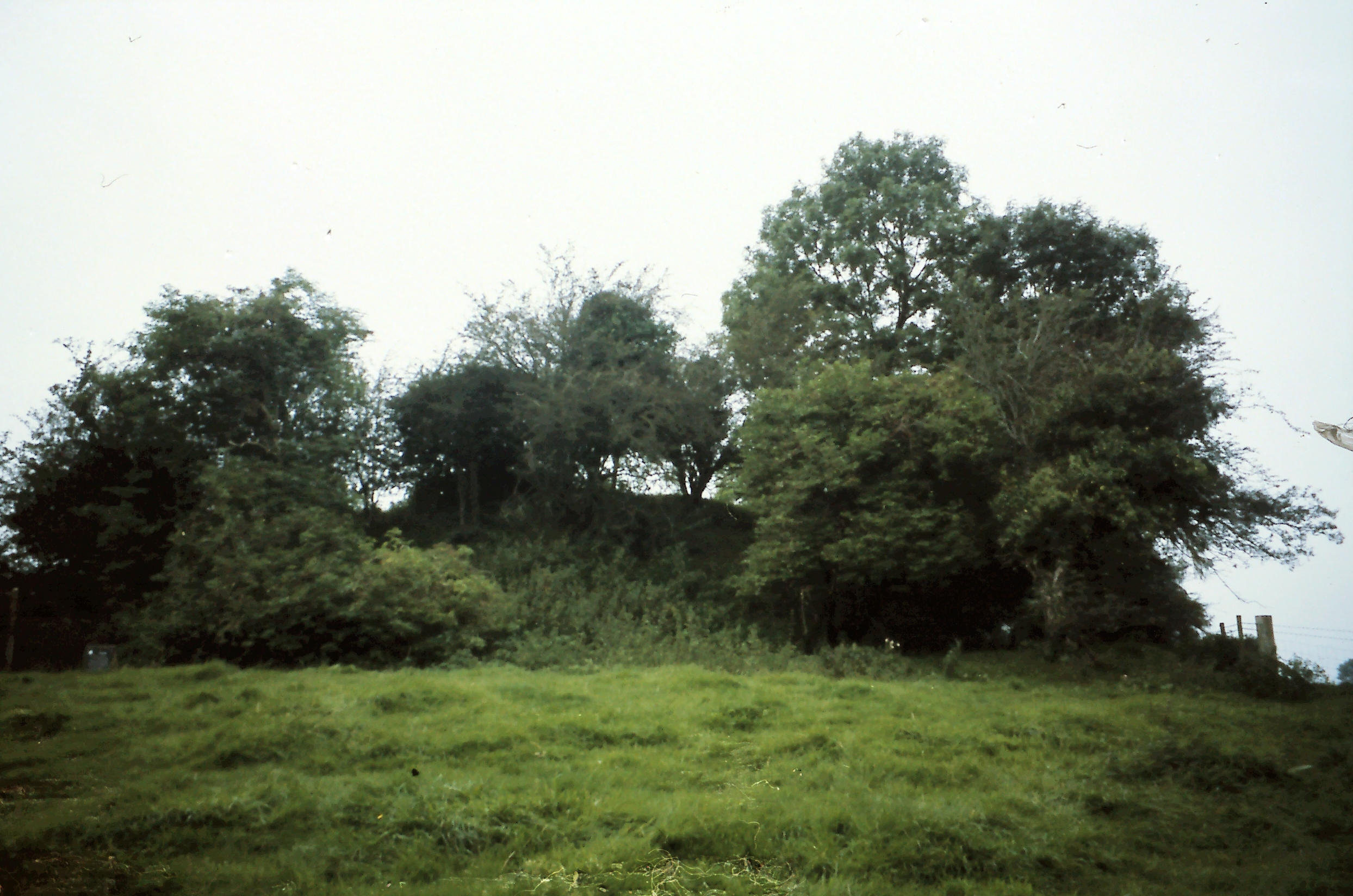
Castleruddery Motte
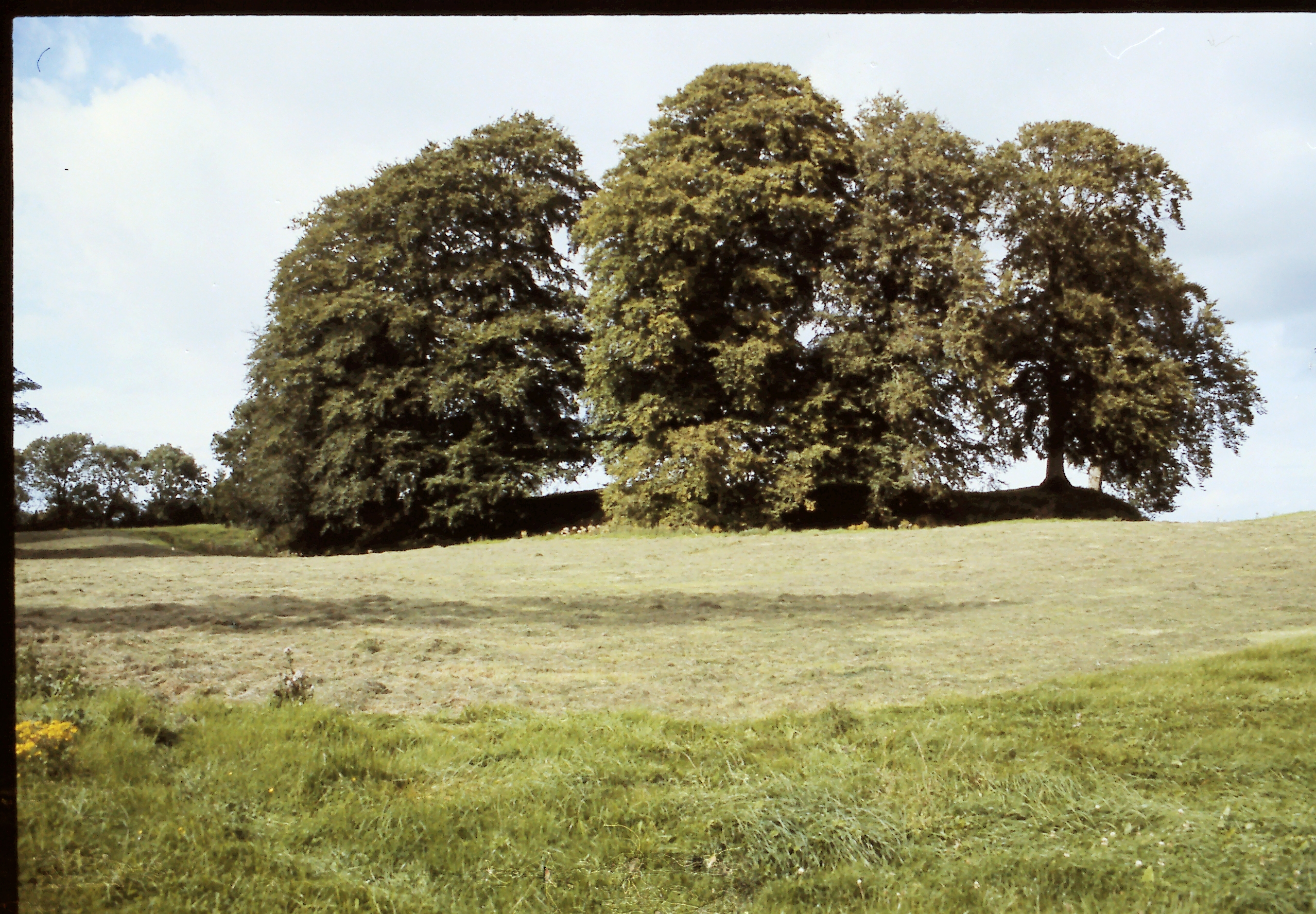
Rathangan County Kildare, Ringwork
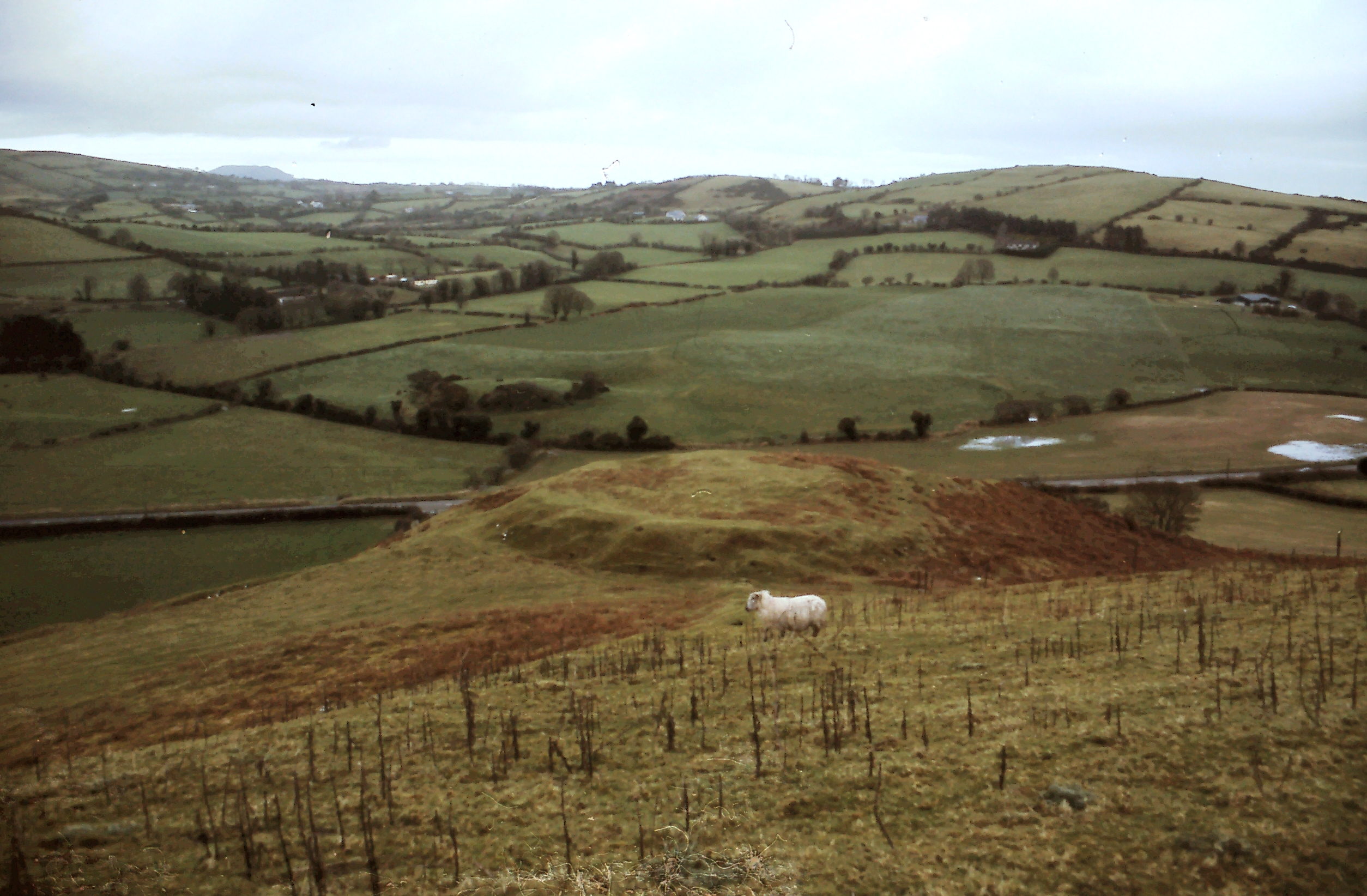
Cullahill County Tipperary, Ringwork
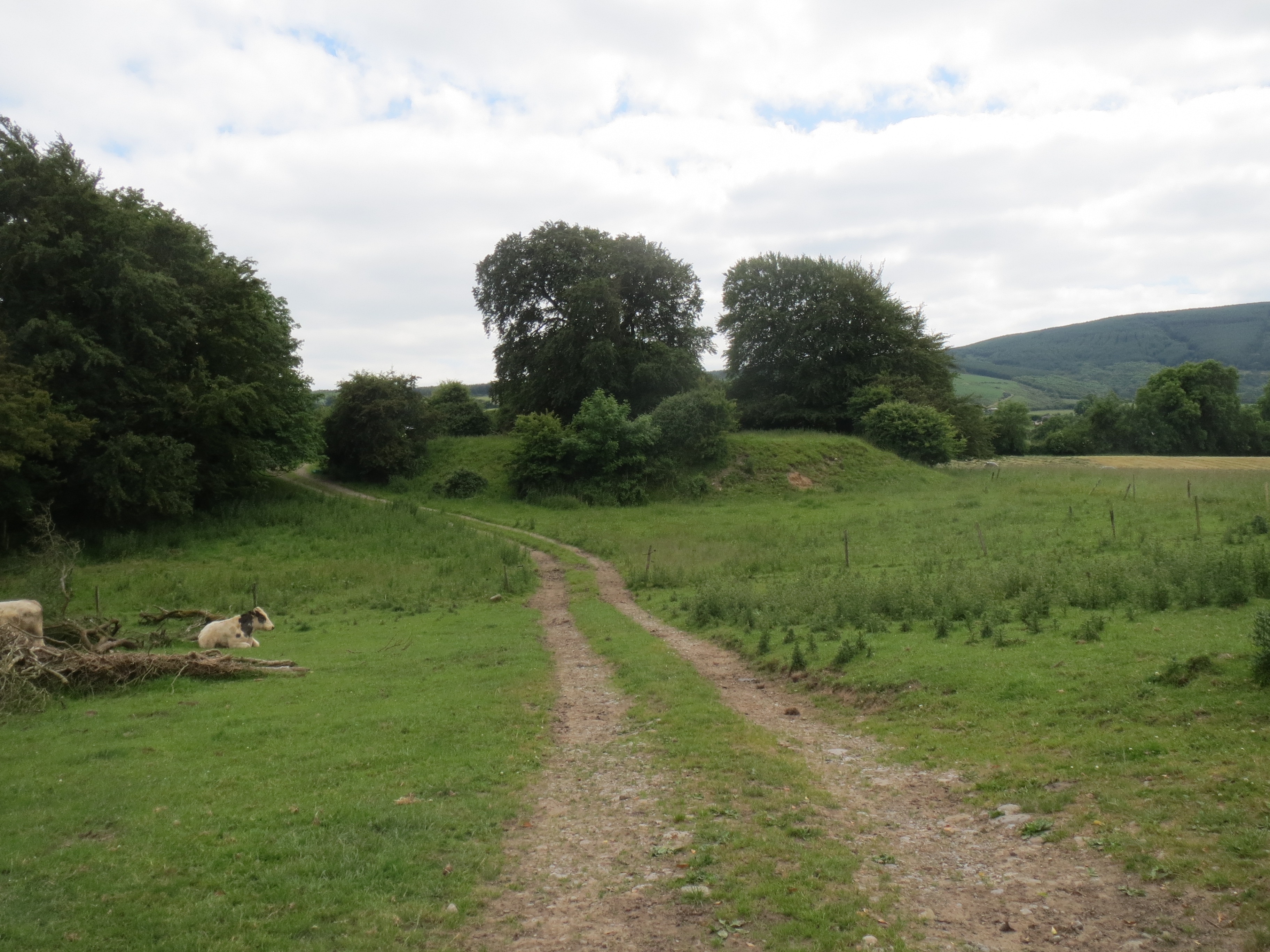
Lisduff County Tipperary, Ringwork

## Liste
County: Antrim Armagh Carlow Cavan Clare Cork Derry Donegal Down Dublin Fermanagh Galway Kerry Kildare Kilkenny Laois Leitrim Limerick Longford Louth Mayo Meath Monaghan Offaly Roscommon Sligo Tipperary Tyrone Waterford Westmeath Wexford Wicklow
In der Spalte Lage/SMR werden die Geodaten, angegeben:
- Oben die Koordinaten in internationaler Schreibweise in dezimalen Graden (am besten kopierbar)
- darunter die Werte des Irish Grid des Ordnance Survey Ireland (OSI)
- darunter die SMR-Nummern des NMS und NISMR.

| Name (Townland)                          | Bekannt als                         | Ort                    | County    | Typ  | Bemerkung                                                                             | Lage SMR                                          |
| ---------------------------------------- | ----------------------------------- | ---------------------- | --------- | ---- | ------------------------------------------------------------------------------------- | ------------------------------------------------- |
|                                          |                                     |                        |           |      |                                                                                       |                                                   |
| Antrim                                   |                                     |                        |           |      |                                                                                       |                                                   |
| Altilevelly                              | Dunisland Fort                      | Larne                  | Antrim    | M    |                                                                                       | 54,804677° N, 5,866765° W J 372 973 ANT040:026    |
| Ballyclare                               |                                     | Ballyclare             | Antrim    | M    |                                                                                       | 54,752413° N, 5,994707° W J 291 912 ANT045:026    |
| Ballydown                                |                                     | Islandmagee            | Antrim    | M    | Nicht sicher.                                                                         | 54,832595° N, 5,76537° W D 437 006 ANT041:012     |
| Ballyellough                             | Brookhill House Demesne             | Lisburn                | Antrim    | M&B  | Bailey fraglich                                                                       | 54,527246° N, 6,140477° W J 205-659 ANT063:037    |
| Ballygarvey                              | Drumfane Motte                      | Ballymena              | Antrim    | M&B  | Bailey ursprünglich rechteckig, teilweise zerstört.                                   | 54,88523° N, 6,258354° W D 118-056 ANT032:022     |
| Ballyharvey Lower                        |                                     | Antrim                 | Antrim    | M&B  | Auf älterem Ráth errichtet.                                                           | 54,687856° N, 6,179504° W J 175-837 ANT055:019    |
| Ballykeel                                | Harryville Motte                    | Ballymena              | Antrim    | M&B  |                                                                                       | 54,858793° N, 6,268844° W D 113-026 ANT037:022    |
| Ballymartin                              |                                     | Templepatrick          | Antrim    | M    |                                                                                       | 54,704348° N, 6,061013° W J 250-857 ANT051:056    |
| Ballymather Upper; Ballyutoag            | Berginniss Mount; Barginnis Mount   |                        | Antrim    | M    |                                                                                       | 54,651403° N, 6,065234° W J 249-799 ANT056:033    |
| Ballymena                                | Ballymena Fort                      | Broughshane            | Antrim    | M&B  |                                                                                       | 54,916948° N, 6,178374° W D 169-092 ANT033:008    |
| Ballynacoy                               | Greenmount                          | Glenavy                | Antrim    | M&B  | Auf älterem Ráth errichtet.                                                           | 54,5872° N, 6,171616° W J 182-726 ANT059:076      |
| Ballyrobin                               |                                     |                        | Antrim    | M    |                                                                                       | 54,677993° N, 6,167382° W J 183-827 ANT055:021    |
| Ballyruther                              |                                     | Ballygalley            | Antrim    | M    |                                                                                       | 54,913977° N, 5,884691° W D 357-094 ANT035:010    |
| Boltnaconnell                            |                                     | Crumlin                | Antrim    | M    | Nicht sicher, kann auch Ráth sein.                                                    | 54,640002° N, 6,133923° W J 205-785 ANT055:61     |
| Bonamargy                                | Dunrainey                           | Ballycastle            | Antrim    | M    | Nicht sicher. Lediglich Rest (auf Golfplatz).                                         | 55,200907° N, 6,232026° W D 127 408 ANT009:002    |
| Bottom                                   | Rabbit Hill                         | Ballymena              | Antrim    | M    | Nicht sicher.                                                                         | 54,877892° N, 6,25368° W D 122-047 ANT032:027     |
| Broom More (North)                       |                                     | Ballycastle            | Antrim    | M    | Nicht sicher.                                                                         | 55,182539° N, 6,271361° W D 101 386 ANT008:021    |
| Broom More (South)                       |                                     | Ballycastle            | Antrim    | M    | Nicht sicher.                                                                         | 55,179575° N, 6,275228° W D 099 383 ANT008:022    |
| Carneal                                  |                                     |                        | Antrim    | M    |                                                                                       | 54,789169° N, 5,828245° W J 398-955 ANT046:016    |
| Carnkirn                                 | Carnkirn Fort                       | Armoy                  | Antrim    | M    |                                                                                       | 55,140104° N, 6,382146° W D 032-337 ANT013:001    |
| Cloghanmurry                             |                                     | Ballycastle            | Antrim    | M    | Mit späterer Burgruine                                                                | 55,172312° N, 6,299853° W D 084-375 ANT008:007    |
| Corkermain                               | Ballyhackett Motte                  | Ballygalley            | Antrim    | M    |                                                                                       | 54,89339° N, 5,894025° W D 351-072 ANT035:013     |
| Craigarogan                              | Rough Fort                          | Templepatrick          | Antrim    | M    |                                                                                       | 54,688056° N, 6,030752° W J 271-839 ANT051:041    |
| Cross                                    | Doonmore Fort                       | Ballycastle            | Antrim    | M&B  | Natürlicher Felshügel genutzt.                                                        | 55,216801° N, 6,158723° W D 172-426 ANT005:007    |
| Crosshill                                |                                     | Crumlin                | Antrim    | M    |                                                                                       | 54,626358° N, 6,206703° W J 158-768 ANT059:003    |
| Crosskennan                              | Crosskennan Fort                    |                        | Antrim    | M    |                                                                                       | 54,746059° N, 6,178451° W J 174-902 ANT044:044    |
| Deer Park                                | Bull Mount                          | Antrim                 | Antrim    | M&B  | Auf älterem Ráth errichtet.                                                           | 54,691929° N, 6,230043° W J 142-841 ANT050:095    |
| Demesne                                  | Killwaughter Mote                   | Larne                  | Antrim    | M    |                                                                                       | 54,844664° N, 5,887521° W D 358-017 ANT040:005    |
| Doagh                                    |                                     |                        | Antrim    | M    |                                                                                       | 54,73586° N, 6,042733° W J 261-893 ANT051:004     |
| Donegore                                 | Donegore Moat                       | Antrim                 | Antrim    | M    |                                                                                       | 54,724228° N, 6,130237° W J 205-879 ANT050:045    |
| Doonan                                   | Doonan Fort                         | Glencloy               | Antrim    | M    | Nicht sicher, kann auch Raised Ráth sein.                                             | 54,957915° N, 6,012274° W D 274-140 ANT029:004    |
| Downkillybegs                            |                                     | Ballymena              | Antrim    | M    |                                                                                       | 54,834591° N, 6,310801° W J 086-999 ANT037:033    |
| Droagh                                   |                                     | Ballygalley            | Antrim    | M    |                                                                                       | 54,883701° N, 5,848566° W D 381-062 ANT035:18     |
| Drumadoon                                |                                     | Ballycastle            | Antrim    | M    | Nicht sicher; stark beschädigt.                                                       | 55,197087° N, 6,1678° W D 168-404 ANT009:042      |
| Drumard                                  |                                     | Ballymoney             | Antrim    | M    | Nicht sicher.                                                                         | 55,087684° N, 6,497334° W C 960-278 ANT017:005    |
| Drumskea                                 |                                     | Ballymoney             | Antrim    | M    | Nicht sicher.                                                                         | 55,045293° N, 6,527396° W C 941-230 ANT017:023    |
| Dunamoy                                  |                                     |                        | Antrim    | M    |                                                                                       | 54,781516° N, 6,038035° W J 263-943 ANT045:007    |
| Dunamuggy                                |                                     |                        | Antrim    | M    | Nicht sicher, kann auch Raised Ráth sein.                                             | 54,748367° N, 6,094627° W J 227-906 ANT045:035    |
| Dundermot                                |                                     |                        | Antrim    | M&B  | Bailey nahezu verschwunden.                                                           | 54,955451° N, 6,345065° W D 061-132 ANT027:010    |
| Dungall                                  |                                     |                        | Antrim    | M    |                                                                                       | 54,930827° N, 6,292715° W D 095-106 ANT027:036    |
| Dungonnell                               | Dungonnell Moat                     |                        | Antrim    | M    | Nicht sicher, kann auch Ráth sein. Stark beschädigt.                                  | 54,664811° N, 6,261297° W J 122-811 ANT054:008    |
| Dunmurry                                 |                                     | Belfast                | Antrim    | M    |                                                                                       | 54,553914° N, 6,009254° W J 289-691 ANT064:004    |
| Fernagh                                  |                                     | Rasharkin              | Antrim    | M    | Nicht sicher, kann auch Raised Ráth sein.                                             | 54,927101° N, 6,457289° W C 990-099 ANT026:018    |
| Galgorm                                  | McQuillan’s Castle                  |                        | Antrim    | M&B  |                                                                                       | 54,854603° N, 6,32258° W D 078-021 ANT037:010     |
| Garvaghy                                 |                                     | Portglenone            | Antrim    | M    | Nicht sicher.                                                                         | 54,870312° N, 6,479841° W C 977-035 ANT031:035    |
| Glenstall                                |                                     |                        | Antrim    | M    | Nicht sicher, kann auch Raised Ráth sein.                                             | 55,052027° N, 6,564709° W C 917-237 ANT016:002    |
| Grange of Ballywalter                    | Shaw’s Fort                         | Doagh                  | Antrim    | M    |                                                                                       | 54,726877° N, 6,037178° W J 265-883 ANT051:021    |
| Kilcross                                 |                                     |                        | Antrim    | M    | Nicht sicher.                                                                         | 54,656174° N, 6,104999° W J 223-803 ANT055:050    |
| Killyglen                                |                                     | Larne                  | Antrim    | M    |                                                                                       | 54,8615° N, 5,86859° W D 369-031 ANT035:022       |
| Knockaholet                              |                                     |                        | Antrim    | M&B  |                                                                                       | 55,043769° N, 6,359656° W D 049-231 ANT018:019    |
| Middle Division                          | Duncrue Fort                        | Carrickfergus          | Antrim    | M&B  | Hat zwei Baileys.                                                                     | 54,738307° N, 5,847993° W J 386-899 ANT052:014    |
| Mullaghglass                             | Castle Robin                        | Lisburn                | Antrim    | M&B  | Zusätzlich Burg aus dem 17. Jhdt.                                                     | 54,550076° N, 6,072184° W J 248-686 ANT064:14     |
| Rathenraw                                |                                     | Antrim                 | Antrim    | M&B  | Auf älterem Ráth errichtet.                                                           | 54,720899° N, 6,183584° W J 171-874 ANT050:013    |
| Red Bay                                  | Red Bay Castle                      | Cushendall             | Antrim    | M&B  | Zwei Baileys; späteres Tower House darauf errichtet.                                  | 55,067322° N, 6,055214° W D 243-262 ANT020:010    |
| Redhall                                  |                                     | Whitehead              | Antrim    | M    |                                                                                       | 54,778077° N, 5,741782° W J 453-946 ANT047:006    |
| Rory’ s Glen                             |                                     | Larne                  | Antrim    | M    |                                                                                       | 54,840109° N, 5,899124° W D 350-012 ANT040:006    |
| Seacash                                  | The Mount                           | Crumlin                | Antrim    | M    |                                                                                       | 54,650347° N, 6,206741° W J 159-795 ANT055:079    |
| Shanes                                   | Dunaveron                           |                        | Antrim    | M&B  |                                                                                       | 55,103701° N, 6,313869° W D 077-298 ANT013:021    |
| Shane’s Castle Park                      | Dunhin                              | Randalstown            | Antrim    | M&B  |                                                                                       | 54,723566° N, 6,299283° W J 096-875 ANT049:034    |
| Shane’s Castle Park                      | McDonald’s Fort                     | Randalstown            | Antrim    | M    | Zweifelhaft.                                                                          | 54,728864° N, 6,303403° W J 093-881 ANT049:079    |
| Shane’s Castle Park                      | The Mount, Dunmore                  | Randalstown            | Antrim    | M&B  | Nicht sicher.                                                                         | 54,743734° N, 6,317302° W J 084-897 ANT045:007    |
| Town Parks                               | Castle Demesne                      | Antrim                 | Antrim    | M    |                                                                                       | 54,715831° N, 6,22355° W J 145-867 ANT050:109     |
| Town Parks Ballycastle                   | Dun-a-Mallaght                      | Ballycastle            | Antrim    | M    | Nicht sicher.                                                                         | 55,201874° N, 6,240733° W D 121-408 ANT009-001    |
| Tully                                    |                                     |                        | Antrim    | M    | Nicht sicher.                                                                         | 54,652347° N, 6,183551° W J 173-797 ANT055:071    |
| Armagh                                   |                                     |                        |           |      |                                                                                       |                                                   |
| Bolton                                   |                                     |                        | Armagh    | M    | Nicht sicher, kann auch Raised Ráth sein.                                             | 54,257771° N, 6,457075° W J 006-354 ARM021:004    |
| Coney Island                             |                                     | Lough Neagh            | Armagh    | M    | Nicht sicher.                                                                         | 54,516744° N, 6,551436° W H 939-64 ARM002:002     |
| Tullyard                                 |                                     | Armagh                 | Armagh    | M    | Nicht sicher.                                                                         | 54,370023° N, 6,654911° W H 875-477 ARM012:002    |
| Carlow                                   |                                     |                        |           |      |                                                                                       |                                                   |
| Ballyknockan                             |                                     | Leighlinbridge         | Carlow    | M    |                                                                                       | 52,72871° N, 6,98106° W S 688-646 CW016-003----   |
| Castlegrace                              |                                     | Ballon                 | Carlow    | M    |                                                                                       | 52,75553° N, 6,749856° W S 844-678 CW013-054----  |
| Castlemore                               |                                     | Tullow                 | Carlow    | M&B  |                                                                                       | 52,80946° N, 6,77247° W S 828-738 CW008-033001-   |
| Dunleckny                                |                                     | Muine Bheag            | Carlow    | M    | Nicht sicher.                                                                         | 52,712678° N, 6,936135° W S 719-629 CW016-085001- |
| Knockroe                                 |                                     | Rathvilly              | Carlow    | M&B  |                                                                                       | 52,88051° N, 6,67811° W S 890-818 CW004-014----   |
| Minvaud Upper                            |                                     | Clonmore               | Carlow    | M&B  |                                                                                       | 52,827307° N, 6,564381° W S 968-761 CW009-029---- |
| Straboe                                  | Moatbower                           | Tullow                 | Carlow    | M    | Nicht sicher.                                                                         | 52,846164° N, 6,768495° W S 830-779 CW008-012---- |
| St. Mullin’s                             |                                     | St. Mullin’s           | Carlow    | M&B  |                                                                                       | 52,48929° N, 6,92964° W S 727-380 CW026-011012-   |
| Cavan                                    |                                     |                        |           |      |                                                                                       |                                                   |
| Castlerahan                              |                                     | Oldcastle              | Cavan     | RW   |                                                                                       | 53,82459° N, 7,18821° W N 535-865 CV038-008001-   |
| Dungummin Upper                          |                                     | Mount Nugent           | Cavan     | RW   |                                                                                       | 53,80077° N, 7,222057° W N 513-837 CV042-017001-  |
| Kilmore Upper                            |                                     | Cavan                  | Cavan     | M&B  |                                                                                       | 53,979847° N, 7,417106° W H 383-035 CV025-069---- |
| Knockatemple                             |                                     | Lough Ramor            | Cavan     | M&B  |                                                                                       | 53,818163° N, 7,112995° W N 585-857 CV039-055---- |
| Lavagh                                   |                                     | Lough Sheelin          | Cavan     | M    |                                                                                       | 53,824191° N, 7,328583° W N 443-863 CV037-042---- |
| Moat                                     |                                     | Lough Sheelin          | Cavan     | M    |                                                                                       | 53,80777° N, 7,354° W N 426-844 CV041-018----     |
| Racraveen                                |                                     | Lough Sheelin          | Cavan     | M&B  |                                                                                       | 53,82587° N, 7,24996° W N 495-865 CV038-055----   |
| Relagh Beg                               |                                     | Bailieborough          | Cavan     | M&B  |                                                                                       | 53,87286° N, 6,95213° W N 690-920 CV034-045----   |
| Straheglin                               | Turbet Island                       | Belturbet              | Cavan     | M&B  |                                                                                       | 54,1003° N, 7,45073° W H 360-169 CV011-013002-    |
| Tanderagee                               |                                     | Bailieborough          | Cavan     | M    |                                                                                       | 53,910721° N, 6,971271° W N 677-962 CV034-049---- |
| Clare                                    |                                     |                        |           |      |                                                                                       |                                                   |
| Ballycarroll                             |                                     | Corofin                | Clare     | RW   |                                                                                       | 52,912731° N, 8,961416° W R 354-850 CL025-172003- |
| Ballyvally                               | Beal Boru Brian Boru’s Fort         | Killaloe               | Clare     | RW   | Auf älterem Ráth errichtet.                                                           | 52,819045° N, 8,451443° W R 696-743 CL045-031003- |
| Clonmoney West                           |                                     | Shannon                | Clare     | M&B  |                                                                                       | 52,703055° N, 8,847916° W R 428-616 CL061-008---- |
| Fairyhill                                |                                     | Parteen                | Clare     | RW   |                                                                                       | 52,69093° N, 8,614778° W R 585-601 CL063-025001-  |
| Cork                                     |                                     |                        |           |      |                                                                                       |                                                   |
| Ardskeagh                                |                                     | Charleville            | Cork      | M    |                                                                                       | 52,327809° N, 8,625126° W R 574-197 CO008-010---- |
| Ballynoran                               |                                     | Charleville            | Cork      | M    |                                                                                       | 52,313963° N, 8,704572° W R 520-182 CO007-156---- |
| Castleventry                             |                                     |                        | Cork      | RW   | NMS: Ráth                                                                             | 51,62964° N, 9,01441° W W 297-424 CO134-25001--   |
| Dunnamark                                |                                     | Bantry                 | Cork      | RW   | NMS: Klippen-Befestigung                                                              | 51,694034° N, 9,444587° W V 002-500 CO118-004001- |
| Glengarriff                              |                                     | Charleville            | Cork      | M    |                                                                                       | 52,35006° N, 8,7491° W R 490-223 CO002-034----    |
| Derry                                    |                                     |                        |           |      |                                                                                       |                                                   |
| Ballycairn                               |                                     | Coleraine              | Derry     | M&B  |                                                                                       | 55,147947° N, 6,69113° W C 836-342 LDY003:008     |
| Ballyhacket Lisawilling                  |                                     |                        | Derry     | M    | Nicht sicher.                                                                         | 55,138629° N, 6,824574° W C 750-330 LDY006:014    |
| Managh Beg                               |                                     |                        | Derry     | M    | Nicht sicher, kann auch Ráth sein.                                                    | 54,988599° N, 7,256237° W C 477-159 LDY014:005    |
| Mill Loughan                             |                                     | Coleraine              | Derry     | M&B  | Bailey nicht sicher.                                                                  | 55,10297° N, 6,628447° W C 876-293 LDY007:024     |
| Mount Sandel                             |                                     | Coleraine              | Derry     | M    | Von Mesolithikum an in fast jeder Periode genutzt; dabei auch als Motte.              | 55,11622° N, 6,663962° W C 853-306 LDY007:020     |
| Donegal                                  |                                     |                        |           |      |                                                                                       |                                                   |
| Castleforward Demesne                    |                                     | Newtown Cunningham     | Donegal   | M    |                                                                                       | 55,00168° N, 7,48971° W C 327-172 DG047-017----   |
| Dundrean                                 |                                     | Derry                  | Donegal   | M    | Nicht sicher, kann auch Ráth sein.                                                    | 55,043051° N, 7,365553° W C 405-219 DG047-002---- |
| Down                                     |                                     |                        |           |      |                                                                                       |                                                   |
| Ardilea                                  |                                     | Clough                 | Down      | M    |                                                                                       | 54,281457° N, 5,826201° W J 411-391 DOW044:002    |
| Ardkeen                                  | Castle Hill                         | Ards-Halbinsel         | Down      | M&B  | Mit späterem Tower House.                                                             | 54,437448° N, 5,544784° W J 593-571 DOW025:005    |
| Ballintine                               |                                     | Lisburn                | Down      | M    | Nicht sicher, kann auch Raised Ráth sein.                                             | 54,498362° N, 6,051619° W J 263-628 DOW014:038    |
| Ballyhalbert                             |                                     | Ards-Halbinsel         | Down      | M    |                                                                                       | 54,49327° N, 5,458526° W J 648-635 DOW018:005     |
| Ballykinler Lower                        | Lismahon                            | Clough                 | Down      | M    | Auf einem älteren Raised Ráth errichtet.                                              | 54,278954° N, 5,806509° W J 429-389 DOW044:003    |
| Ballylenaghan                            | Belvoir Park Mound                  | Belfast                | Down      | M&B  | Bailey nicht mehr vorhanden.                                                          | 54,559122° N, 5,928773° W J 341-699 DOW009:002    |
| Ballymaghan                              |                                     | Belfast                | Down      | M    | Stark beschädigt.                                                                     | 54,610309° N, 5,854972° W J 386-757 DOW005:002    |
| Ballymaghery                             |                                     | Hilltown               | Down      | M    | Nicht sicher, kann auch Raised Ráth sein.                                             | 54,194342° N, 6,128022° W J 223-288 DOW048:021    |
| Ballymalady                              |                                     | Comber                 | Down      | M    |                                                                                       | 54,537035° N, 5,782464° W J 436-677 DOW010:045    |
| Ballynaris                               | Phil’s Fort                         | Dromore                | Down      | M    |                                                                                       | 54,418497° N, 6,185144° W J 178-537 DOW020:054    |
| Ballyrickard                             | The Moat                            | Comber                 | Down      | M    |                                                                                       | 54,560723° N, 5,708525° W J 483-705 DOW010:031    |
| Ballyricknacally                         | Dromore Mound                       | Dromore                | Down      | M&B  | Großer, rechteckiger Bailey.                                                          | 54,412939° N, 6,1431° W J 206-531 DOW021:048      |
| Ballyroney                               |                                     |                        | Down      | M&B  | Zwei Baileys.                                                                         | 54,289672° N, 6,133058° W J 216-395 DOW035:031    |
| Castleskreen                             | Castleskreen Rath                   |                        | Down      | M&B  | Auf einem älteren Ráth; Ráth als Bailey genutzt.                                      | 54,290013° N, 5,73862° W J 473-403 DOW037:037     |
| Church Quarter                           | Dundonald Motte                     | Dundonald              | Down      | M    | Vermutlich auf einem älteren Ráth errichtet.                                          | 54,59343° N, 5,807021° W J 418-739 DOW005:036     |
| Clough                                   | Clough Castle                       | Clough                 | Down      | M&B  | Mit späterem Tower House.                                                             | 54,292141° N, 5,836645° W J 409-403 DOW037:060    |
| Coniamstown                              |                                     |                        | Down      | M&B  | Oben neuzeitlicher Wasserturm.                                                        | 54,284298° N, 5,688566° W J 506-397 DOW038:031    |
| Demesne of Down                          | Mound of Down                       | Downpatrick            | Down      | M&B  |                                                                                       | 54,332064° N, 5,721901° W J 483-450 DOW037:028    |
| Donaghadee                               |                                     | Ards-Halbinsel         | Down      | M    | Turm auf Motte von 1821.                                                              | 54,643953° N, 5,540558° W J 483-450 DOW003:003    |
| Drumreagh                                | Curly’s Fort                        |                        | Down      | M    | Nicht sicher, kann auch Raised Ráth sein.                                             | 54,469382° N, 5,758518° W J 454-602 DOW016:024    |
| Duneight                                 |                                     | Lisburn                | Down      | M&B  | Auf einem älteren Ráth errichtet.                                                     | 54,479564° N, 6,02963° W J 278-608 DOW014:028     |
| Dunnaman                                 | Dunavan Fort                        | Kilkeel                | Down      | M    |                                                                                       | 54,065232° N, 6,03246° W J 278-608 DOW055:036     |
| Dunover                                  |                                     | Ards-Halbinsel         | Down      | M    |                                                                                       | 54,555737° N, 5,519621° W J 605-703 DOW012:004    |
| Edenderry                                |                                     |                        | Down      | M    |                                                                                       | 54,543731° N, 5,964068° W J 318-681 DOW009:035    |
| Farranfad                                | Piper’s Fort                        |                        | Down      | M    | Über älterem Besiedlungsplatz errichtet.                                              | 54,318676° N, 5,797463° W J 434-434 DOW037:015    |
| Greencastle                              |                                     | Kilkeel                | Down      | M    |                                                                                       | 54,040757° N, 6,103454° W J 245-118 DOW057:001    |
| Kilclief                                 |                                     |                        | Down      | M    |                                                                                       | 54,33932° N, 5,543697° W J 598-461 DOW039:001     |
| Kirkistown                               |                                     | Ards-Halbinsel         | Down      | M&B  | Bailey nicht sicher.                                                                  | 54,439898° N, 5,47593° W J 638-575 DOW025:008     |
| Knock                                    | Shandon Park Mound                  | Belfast                | Down      | M    | Könnte auf einem älteren Ráth errichtet sein.                                         | 54,584235° N, 5,859112° W J 385-728 DOW004:001    |
| Mount Stewart                            | Moat Hill                           | Ards-Halbinsel         | Down      | M    |                                                                                       | 54,555322° N, 5,583873° W J 563-702 DOW011:006    |
| Narrow Water                             |                                     | Warrenpoint            | Down      | M    |                                                                                       | 54,109833° N, 6,274509° W J 128-193 DOW054:001    |
| Rathgorman                               |                                     |                        | Down      | M&B  |                                                                                       | 54,449359° N, 5,645981° W J 527-583 DOW024:010    |
| Rathmullan Lower                         | Rathmullan Mound                    |                        | Down      | M    | Auf einem älteren Raised Ráth errichtet.                                              | 54,263761° N, 5,733136° W J 478-373 DOW044:016    |
| Shannagan                                | Katesbridge Mound                   | Katesbridge            | Down      | M    |                                                                                       | 54,302025° N, 6,14187° W J 210-408 DOW035:036     |
| Sheeptown                                | Crown Mound                         | Newry                  | Down      | M&B  |                                                                                       | 54,188242° N, 6,304321° W J 107-279 DOW047:047    |
| Town Parks                               |                                     | Comber                 | Down      | M    |                                                                                       | 54,544411° N, 5,763528° W J 448-686 DOW010:022    |
| Tullymurry                               |                                     | Clough                 | Down      | M&B  | Von Bailey nur noch Fragment erhalten.                                                | 54,304992° N, 5,795869° W J 435-418 DOW037:052    |
| Dublin                                   |                                     |                        |           |      |                                                                                       |                                                   |
| Ballymadrough                            |                                     | Donabate               | Dublin    | M    |                                                                                       | 53,477089° N, 6,175675° W O 212-489 DU012-014---- |
| Brazil                                   | Brazil Mound                        | Swords                 | Dublin    | M&B  |                                                                                       | 53,458228° N, 6,266957° W O 152-467 DU011-027---- |
| Castleknock (without Phoenix Park)       |                                     | Castleknock            | Dublin    | M&B  |                                                                                       | 53,368274° N, 6,369967° W O 085-365 DU017-012001- |
| Corrstown                                |                                     |                        | Dublin    | M    |                                                                                       | 53,462146° N, 6,316196° W O 118-471 DU011-020---- |
| Dunsoghly                                | Connaberry Moat                     |                        | Dublin    | M&B  | Lediglich flache Erhöhung erhalten; mit Farmhaus bebaut,                              | 53,425779° N, 6,319766° W O 117-431 DU014-005003- |
| Glasnevin Dublin North City              |                                     |                        | Dublin    | M    |                                                                                       | 53,37419° N, 6,26775° W O 152-373 DU018-005009-   |
| Mallahow                                 |                                     |                        | Dublin    | M    |                                                                                       | 53,556435° N, 6,303791° W O 124-577 DU004-020---- |
| Newcastle North                          |                                     |                        | Dublin    | M    |                                                                                       | 53,300246° N, 6,506798° W N 995-288 DU020-003001- |
| Sainthelens                              |                                     | Malahide               | Dublin    | M&B  | Bailey nicht sicher und nicht mehr vorhanden.                                         | 53,437473° N, 6,146079° W O 232-446 DU012-034---- |
| Fermanagh                                |                                     |                        |           |      |                                                                                       |                                                   |
| Cornashee                                |                                     | Lisnaskea              | Fermanagh | M    | Nicht sicher, vermutlich vorher auch Passage Tomb, Inaugurationsplatz und dann Motte. | 54,260715° N, 7,437856° W H 366-348 FER246:001    |
| Monavreece                               |                                     | Ederney                | Fermanagh | M    | Zweifelhaft.                                                                          | 54,541705° N, 7,652946° W H 226-659 FER154:013    |
| Galway                                   |                                     |                        |           |      |                                                                                       |                                                   |
| Carnaun                                  |                                     | Athenry                | Galway    | RW   |                                                                                       | 53,329443° N, 8,784443° W M 478-313 GA084-040001- |
| Cloonacastle                             |                                     |                        | Galway    | M&B  |                                                                                       | 53,126867° N, 8,401775° W M 731-085 GA116-029---- |
| Doon Upper                               |                                     |                        | Galway    | M    |                                                                                       | 53,369783° N, 8,39185° W M 740-355 GA073-020----  |
| Friarsland                               |                                     | Eyrecourt              | Galway    | RW   |                                                                                       | 53,174786° N, 8,084462° W M 944-138 GA109-021---- |
| Graigueachullaire                        |                                     |                        | Galway    | M&B  |                                                                                       | 53,584615° N, 8,820864° W M 944-138 GA016-056001- |
| Moat                                     |                                     | Portumna               | Galway    | M&B  | Vermutlich zerstört.                                                                  | 53,141752° N, 8,298444° W M 801-101 GA117-075---- |
| Moaty                                    |                                     |                        | Galway    | M&B  |                                                                                       | 53,237531° N, 8,28655° W M 809-208 GA099-151----  |
| Oldcastle                                |                                     | Athenry                | Galway    | M&B  |                                                                                       | 53,265364° N, 8,673616° W M 551-241 GA096-144---- |
| Kerry                                    |                                     |                        |           |      |                                                                                       |                                                   |
| Carrigafoyle                             |                                     | Ballylongford          | Kerry     | RW   |                                                                                       | 52,56904° N, 9,497562° W Q 985-474 KE002-042001-  |
| Castlefarm                               |                                     | Farranfore             | Kerry     | RW   |                                                                                       | 52,18257° N, 9,592884° W Q 911-046 KE048-038----  |
| Knockanush West                          |                                     | Tralee                 | Kerry     | M&B  |                                                                                       | 52,28384° N, 9,774668° W Q 789-161 KE028-063----  |
| Skahies                                  |                                     | Farranfore             | Kerry     | M    |                                                                                       | 52,155604° N, 9,567047° W Q 928-016 KE048-190---- |
| Kildare                                  |                                     |                        |           |      |                                                                                       |                                                   |
| Ardscull                                 |                                     | Athy                   | Kildare   | M    |                                                                                       | 53,0252° N, 6,915114° W S 729-977 KD035-010001-   |
| Ballymore Eustace East                   |                                     | Blessington            | Kildare   | M    |                                                                                       | 53,134314° N, 6,611638° W N 929-102 KD029-011003- |
| Ballyshannon Demesne                     |                                     |                        | Kildare   | M    |                                                                                       | 53,086602° N, 6,825102° W N 787-046 KD028-058001- |
| Carbury                                  |                                     | Edenderry              | Kildare   | M    |                                                                                       | 53,361756° N, 6,969434° W N 687-351 KD008-001001- |
| Carrigeen                                |                                     | Clane                  | Kildare   | M    |                                                                                       | 53,287126° N, 6,684268° W N 878-271 KD014-026004- |
| Castlewarden North                       |                                     |                        | Kildare   | M&B  | Auf Golfplatz integriert.                                                             | 53,267315° N, 6,549499° W N 968-250 KD015-009001- |
| Cloncurry                                |                                     |                        | Kildare   | M    |                                                                                       | 53,416744° N, 6,794472° W N 802-414 KD004-021003- |
| Donode Big                               |                                     |                        | Kildare   | M&B  |                                                                                       | 53,159466° N, 6,626765° W N 919-129 KD024-026---- |
| Hortland                                 |                                     |                        | Kildare   | M    |                                                                                       | 53,374504° N, 6,779869° W N 812-36 KD004-017----  |
| Kilkea Demesne                           |                                     | Athy                   | Kildare   | M    |                                                                                       | 52,944288° N, 6,888395° W S 748-887 KD037-017001- |
| Killhill                                 |                                     | Kill                   | Kildare   | M&B  |                                                                                       | 53,246468° N, 6,586385° W N 945-226 KD019-008004- |
| Lackagh More                             |                                     | Kildare                | Kildare   | M    |                                                                                       | 53,161363° N, 6,99153° W N 675-127 KD022-016----  |
| Ladycastle Lower                         |                                     | Straffan               | Kildare   | M&B  |                                                                                       | 53,305545° N, 6,621768° W N 919-292 KD014-017---- |
| Longtown Demesne                         |                                     |                        | Kildare   | M    |                                                                                       | 53,27644° N, 6,717297° W N 856-259 KD014-039----  |
| Mainham                                  |                                     | Clane                  | Kildare   | M&B  |                                                                                       | 53,314513° N, 6,698412° W N 868-301 KD014-007001- |
| Moone                                    |                                     |                        | Kildare   | RW   |                                                                                       | 52,975888° N, 6,834802° W S 783-923 KD036-034001- |
| Morristownbiller                         |                                     | Newbridge              | Kildare   | M&B  |                                                                                       | 53,178108° N, 6,829525° W N 783-148 KD023-009---- |
| Mullaghreelan                            |                                     | Athy                   | Kildare   | RW   |                                                                                       | 52,935906° N, 6,87356° W S 757-878 KD038-035----  |
| Naas West                                |                                     | Naas                   | Kildare   | M    |                                                                                       | 53,219009° N, 6,664539° W N 892-195 KD019-030009- |
| Oldconnell                               |                                     | Newbridge              | Kildare   | M&B  |                                                                                       | 53,188871° N, 6,787524° W N 811-160 KD023-012---- |
| Rathangan                                |                                     | Rathangan              | Kildare   | RW   |                                                                                       | 53,223162° N, 6,998137° W N 669-196 KD017-011004- |
| Rathmore East                            |                                     |                        | Kildare   | M&B  |                                                                                       | 53,218065° N, 6,565208° W N 659-196 KD020-009004- |
| Kilkenny                                 |                                     |                        |           |      |                                                                                       |                                                   |
| Aghclare                                 |                                     | Graiguenamanagh        | Kilkenny  | M    |                                                                                       | 52,548803° N, 6,987477° W S 687-446 KK029-006---- |
| Ardra                                    |                                     | Castlecomer            | Kilkenny  | M    |                                                                                       | 52,806158° N, 7,202957° W S 538-730 KK005-033002- |
| Ballyfoyle                               |                                     |                        | Kilkenny  | RW   | Nicht sicher, kann auch Ráth sein.                                                    | 52,723037° N, 7,218193° W S 528-638 KK014-022---- |
| Ballylarkin Lower                        |                                     | Freshford              | Kilkenny  | M    |                                                                                       | 52,723894° N, 7,428637° W S 386-638 KK013-016---- |
| Ballyoskill                              |                                     |                        | Kilkenny  | RW   |                                                                                       | 52,792365° N, 7,600116° W S 271-713 KK008-009---- |
| Castletown                               |                                     |                        | Kilkenny  | RW   |                                                                                       | 52,83072° N, 7,312132° W S 464-757 KK005-002----  |
| Clarabricken                             |                                     |                        | Kilkenny  | M    |                                                                                       | 52,661597° N, 7,143092° W S 580-570 KK020-015---- |
| Clogharinka                              |                                     | Castlecomer            | Kilkenny  | M    | Nicht sicher, ob es sich um eine Motte handelt.                                       | 52,753418° N, 7,176114° W S 557-672 KK011-016---- |
| Clonamery                                |                                     | Inistioge              | Kilkenny  | M    |                                                                                       | 52,464047° N, 7,032609° W S 658-351 KK033-022002- |
| Craddockstown                            |                                     |                        | Kilkenny  | RW   | Nicht sicher, kann auch Ráth sein.                                                    | 52,698887° N, 7,502594° W S 336-609 KK012-044---- |
| Danesfort                                |                                     |                        | Kilkenny  | RW&B |                                                                                       | 52,567424° N, 7,231976° W S 521-464 KK023-080---- |
| Donaghmore Lower                         |                                     | Johnstown              | Kilkenny  | RW&B | Vermutlich auf einem älteren Ráth errichtet.                                          | 52,738093° N, 7,538496° W S 312-653 KK008-119001- |
| Dungarvan                                |                                     | Gowran                 | Kilkenny  | M    |                                                                                       | 52,586135° N, 7,09597° W S 613-486 KK024-068001-  |
| Fiddown                                  |                                     |                        | Kilkenny  | M    |                                                                                       | 52,330022° N, 7,317391° W S 466-200 KK042-001001- |
| Garrydague                               |                                     |                        | Kilkenny  | M&B  |                                                                                       | 52,764861° N, 7,4404° W S 378-683 KK009-022----   |
| Garrynamann Lower                        | Kells Motte                         | Kells                  | Kilkenny  | M&B  | In den 1980er Jahren nahezu zerstört.                                                 | 52,541737° N, 7,273246° W S 494-438 KK027-029001- |
| Glenmagoo or Firoda Lower                |                                     |                        | Kilkenny  | RW   | Nicht sicher, kann auch Ráth sein.                                                    | 52,826356° N, 7,25333° W S 503-753 KK005-008----  |
| Grangefertagh                            |                                     |                        | Kilkenny  | M&B  |                                                                                       | 52,781191° N, 7,554323° W S 301-700 KK008-018---- |
| Grove                                    |                                     |                        | Kilkenny  | M    |                                                                                       | 52,600661° N, 7,32889° W S 457-501 KK023-032----  |
| Inistioge                                |                                     | Inistioge              | Kilkenny  | M    |                                                                                       | 52,48839° N, 7,067147° W S 634-378 KK032-017001-  |
| Killamery                                |                                     |                        | Kilkenny  | M    |                                                                                       | 52,476308° N, 7,445004° W S 377-362 KK030-008001- |
| Kiltrassy                                |                                     |                        | Kilkenny  | M    |                                                                                       | 52,438012° N, 7,40291° W S 406-320 KK034-008----  |
| Lismateige                               |                                     |                        | Kilkenny  | M    |                                                                                       | 52,416159° N, 7,246° W S 513-296 KK035-035----    |
| Listerlin                                |                                     |                        | Kilkenny  | M    |                                                                                       | 52,409932° N, 7,060694° W S 639-291 KK036-026---- |
| Milltown                                 |                                     |                        | Kilkenny  | M    |                                                                                       | 52,390475° N, 7,242446° W S 516-268 KK035-060---- |
| Moat                                     |                                     | Freshford              | Kilkenny  | M    |                                                                                       | 52,725714° N, 7,391865° W S 411-640 KK013-026---- |
| Moatpark                                 |                                     | Freshford              | Kilkenny  | M    |                                                                                       | 52,803813° N, 7,341498° W S 445-727 KK005-023001- |
| Mountnugent Lower                        |                                     |                        | Kilkenny  | M    |                                                                                       | 52,702852° N, 7,168108° W S 563-616 KK015-011---- |
| Naglesland                               |                                     |                        | Kilkenny  | RW   |                                                                                       | 52,706397° N, 7,303348° W S 472-618 KK014-032---- |
| Owning                                   |                                     |                        | Kilkenny  | M    |                                                                                       | 52,403771° N, 7,336397° W S 452-282 KK035-038---- |
| Portnascully                             |                                     | Mooncoin               | Kilkenny  | M&B  |                                                                                       | 52,274986° N, 7,245933° W S 515-139 KK045-001---- |
| Powerstown East                          |                                     | Gowran                 | Kilkenny  | M    |                                                                                       | 52,606401° N, 7,014182° W S 668-510 KK025-008---- |
| Purcellsinch                             |                                     | Kilkenny               | Kilkenny  | RW   |                                                                                       | 52,642833° N, 7,209733° W S 535-549 KK019-103---- |
| Rathealy                                 |                                     |                        | Kilkenny  | RW   |                                                                                       | 52,694775° N, 7,432709° W S 384-605 KK013-059001- |
| Rathoscar                                |                                     |                        | Kilkenny  | RW   |                                                                                       | 52,769669° N, 7,519811° W S 324-688 KK008-078001- |
| Rathoscar                                |                                     |                        | Kilkenny  | RW   |                                                                                       | 52,769669° N, 7,519811° W S 324-688 KK008-078001- |
| Threecastles Demesne                     |                                     |                        | Kilkenny  | M    |                                                                                       | 52,711914° N, 7,321738° W S 460-625 KK014-025005- |
| Troyswood                                |                                     | Kilkenny               | Kilkenny  | M    |                                                                                       | 52,690149° N, 7,285207° W S 484-601 KK014-057---- |
| Tullahought                              |                                     |                        | Kilkenny  | M    |                                                                                       | 52,421716° N, 7,363915° W S 433-302 KK034-025---- |
| Tullaroan                                |                                     |                        | Kilkenny  | RW   | Nicht sicher, kann auch Ráth sein.                                                    | 52,65833° N, 7,435858° W S 382-564 KK018-030----  |
| Westcourt Demesne                        | The Moat                            | Callan                 | Kilkenny  | M&B  |                                                                                       | 52,546727° N, 7,391962° W S 382-564 KK026-010009- |
| Laois                                    |                                     |                        |           |      |                                                                                       |                                                   |
| Aghaboe                                  |                                     | Aghaboe                | Laois     | M&B  |                                                                                       | 52,923783° N, 7,512953° W S 328-859 LA022-019007- |
| Ballinaclogh Lower                       |                                     | Timahoe                | Laois     | M&B  |                                                                                       | 52,954172° N, 7,216743° W S 527-895 LA024-015002- |
| Ballyroan                                |                                     | Ballyroan              | Laois     | M    | Vermutlich auf einem älteren Grabhügel erbaut.                                        | 52,948273° N, 7,306903° W S 466-888 LA024-006001- |
| Castletown                               |                                     | Ballylynan             | Laois     | M&B  |                                                                                       | 52,91666° N, 7,041108° W S 645-854 LA026-011001-  |
| Clonenagh                                |                                     | Mountrath              | Laois     | M    |                                                                                       | 53,009706° N, 7,601343° W S 388-956 LA017-003009- |
| Donaghmore                               |                                     | Rathdowney             | Laois     | M    |                                                                                       | 52,874785° N, 7,423004° W S 269-805 LA028-024001- |
| Dunbrin Lower                            |                                     | Athy                   | Laois     | M    | Stark beschädigt.                                                                     | 52,972959° N, 6,975591° W S 689-918 LA020-002---- |
| Grenan                                   |                                     | Ballyragget            | Laois     | M    |                                                                                       | 52,81351° N, 7,348644° W S 440-738 LA035-053----  |
| Haywood Demesne                          |                                     | Ballynakill            | Laois     | M    |                                                                                       | 52,886948° N, 7,305507° W S 468-819 LA030-008---- |
| Kildellig                                |                                     |                        | Laois     | M    | Rechteckige Form.                                                                     | 52,90797° N, 7,54797° W S 304-842 LA022-023----   |
| Killeshin                                |                                     | Killeshin              | Laois     | M    |                                                                                       | 52,846898° N, 6,999642° W S 674-778 LA032-020001- |
| Kilmorony                                |                                     | Athy                   | Laois     | M&B  |                                                                                       | 52,948734° N, 6,959748° W S 699-891 LA026-006---- |
| Middlemount                              | Mote of Monacoghlan, Rath of Laragh | Rathdowney             | Laois     | M&B  |                                                                                       | 52,862615° N, 7,54182° W S 309-791 LA028-050001-  |
| Moat                                     |                                     | Ballinakill            | Laois     | M&B  |                                                                                       | 52,881372° N, 7,272638° W S 490-814 LA030-021002- |
| Monelly                                  |                                     | Slieve Bloom Mountains | Laois     | M&B  | Bailey nicht sicher.                                                                  | 53,031916° N, 7,616309° W S 258-979 LA011-007---- |
| Newtown or Skirk                         | Newtown Henge                       | Borris in Ossory       | Laois     | M&B  |                                                                                       | 52,913379° N, 7,65988° W S 229-848 LA021-021002-  |
| Rathnamanagh                             |                                     | Port Laoise            | Laois     | M&B  | Vermutlich ehemaliges Ráth für Bailey geändert.                                       | 53,059904° N, 7,280988° W N 482-013 LA013-004---- |
| Rathpiper South                          |                                     | Rathdowney             | Laois     | RW   |                                                                                       | 52,845392° N, 7,561407° W S 296-772 LA028-060002- |
| Srahanboy                                |                                     | Slieve Bloom Mountains | Laois     | M&B  |                                                                                       | 53,020843° N, 7,637543° W S 244-967 LA010-005---- |
| Leitrim                                  |                                     |                        |           |      |                                                                                       |                                                   |
| Woodford Demesne                         |                                     | Garadice Lough         | Leitrim   | RW   | Nicht sicher.                                                                         | 54,060352° N, 7,686298° W H 206-124 LE026-001001- |
| Limerick                                 |                                     |                        |           |      |                                                                                       |                                                   |
| Ballinvana                               | Athneasy Fort                       |                        | Limerick  | M&B  |                                                                                       | 52,423877° N, 8,466577° W R 683-304 LI040-105---- |
| Ballynoe                                 |                                     | Bruree                 | Limerick  | M    |                                                                                       | 52,419649° N, 8,67196° W R 543-299 LI039-099001-  |
| Caherconlish                             |                                     |                        | Limerick  | RW   |                                                                                       | 52,593942° N, 8,474096° W R 681-493 LI014-079002- |
| Castletown                               |                                     |                        | Limerick  | M    |                                                                                       | 52,418421° N, 8,819581° W R 442-299 LI014-079002- |
| Cloghadereen                             |                                     | Pallas Grean           | Limerick  | M&B  | Bailey nicht sicher.                                                                  | 52,543541° N, 8,351846° W R 762-436 LI024-072002- |
| Duntryleague                             |                                     |                        | Limerick  | RW   |                                                                                       | 52,402911° N, 8,343671° W R 766-279 LI049-063004- |
| Farnane                                  |                                     |                        | Limerick  | M    |                                                                                       | 52,642708° N, 8,416161° W R 720-546 LI014-017001- |
| Friarstown North                         |                                     |                        | Limerick  | RW   | Nicht sicher.                                                                         | 52,59262° N, 8,61582° W R 583-491 LI013-093----   |
| Garryheakin                              |                                     | Oola                   | Limerick  | RW   |                                                                                       | 52,51769° N, 8,30668° W R 792-407 LI033-043----   |
| Glenlary                                 |                                     |                        | Limerick  | M&B  |                                                                                       | 52,38846° N, 8,40719° W R 723-264 LI049-092----   |
| Kilfinane                                |                                     | Kilfinane              | Limerick  | M    |                                                                                       | 52,35749° N, 8,46763° W R 682-229 LI056-024----   |
| Kilfrush                                 |                                     |                        | Limerick  | M    |                                                                                       | 52,44809° N, 8,43045° W R 707-330 LI040-032----   |
| Knockainy West                           |                                     | Bruff                  | Limerick  | RW   | Nicht sicher, kann auch Ráth sein.                                                    | 52,47839° N, 8,4898° W R 668-364 LI032-131----    |
| Mahoonagh More                           |                                     | Newcastle West         | Limerick  | M    |                                                                                       | 52,424397° N, 8,99845° W R 321-308 LI036-173----  |
| Oldtown                                  |                                     | Hospital               | Limerick  | M    |                                                                                       | 52,46933° N, 8,39999° W R 729-353 LI041-015----   |
| Portnard                                 |                                     | Cappamore              | Limerick  | M&B  |                                                                                       | 52,640032° N, 8,335957° W R 773-543 LI015-081---- |
| Raheen                                   |                                     |                        | Limerick  | RW   |                                                                                       | 52,594412° N, 8,596583° W R 586-493 LI013-101002- |
| Rathbane North                           |                                     | Limerick               | Limerick  | RW   |                                                                                       | 52,645682° N, 8,601202° W R 593-550 LI013-022---- |
| Rylanes                                  |                                     | Ballingarry            | Limerick  | M    |                                                                                       | 52,477967° N, 8,859064° W R 417-366 LI029-111---- |
| Shanid Upper                             |                                     | Shanagolden            | Limerick  | M&B  | Spätere Burgruine auf Motte.                                                          | 52,552958° N, 9,116752° W R 243-451 LI019-081002- |
| Longford                                 |                                     |                        |           |      |                                                                                       |                                                   |
| Ballinulty Lower                         |                                     | Lough Gowna            | Longford  | M    | Rechteckig.                                                                           | 53,818965° N, 7,547897° W N 298-856 LF006-057---- |
| Bracklon                                 |                                     | Edgeworthstown         | Longford  | RW   |                                                                                       | 53,717614° N, 7,631442° W N 244-743 LF015-045---- |
| Castlecore                               |                                     | Ballymahon             | Longford  | M    |                                                                                       | 53,562984° N, 7,794268° W N 137-570 LF026-013001- |
| Coolamber                                |                                     | Edgeworthstown         | Longford  | RW   | Mit Burgruine.                                                                        | 53,709646° N, 7,477309° W N 346-734 LF016-018003- |
| Glebe                                    |                                     |                        | Longford  | M&B  |                                                                                       | 53,631448° N, 7,653602° W N 230-647 LF023-033---- |
| Glen                                     |                                     | Edgeworthstown         | Longford  | M    |                                                                                       | 53,666674° N, 7,611394° W N 257-686 LF020-024---- |
| Granard Moatfield                        |                                     | Granard                | Longford  | M&B  | Eine der größten Anlagen.                                                             | 53,775426° N, 7,500697° W N 329-808 LF010-080001- |
| Granardkill                              |                                     | Granard                | Longford  | M    | Nicht ganz sicher.                                                                    | 53,770526° N, 7,51022° W N 323-802 LF010-079----  |
| Lisnagrish                               |                                     | Edgeworthstown         | Longford  | M&B  |                                                                                       | 53,68912° N, 7,591051° W N 271-711 LF020-009001-  |
| Lissardowlan                             |                                     | Longford               | Longford  | M&B  |                                                                                       | 53,715327° N, 7,718143° W N 187-740 LF014-071001- |
| Moatavally                               |                                     |                        | Longford  | M    |                                                                                       | 53,709413° N, 7,504499° W N 328-734 LF015-057---- |
| Moatfarrell                              |                                     | Edgeworthstown         | Longford  | M&B  |                                                                                       | 53,72616° N, 7,652013° W N 235-754 LF014-050----  |
| Newtownbond                              |                                     |                        | Longford  | M    | Nicht ganz sicher.                                                                    | 53,724836° N, 7,681299° W N 211-750 LF014-043---- |
| Parkplace, Aghanvally, Taghsheenod Glebe |                                     |                        | Longford  | M    | Vermutlich auf einem Ráth errichtet.                                                  | 53,60932° N, 7,718734° W N 187-622 LF023-059----  |
| Screeboge                                |                                     |                        | Longford  | M    |                                                                                       | 53,628858° N, 7,694711° W N 203-643 LF023-019---- |
| Tully                                    |                                     | Edgeworthstown         | Longford  | M&B  |                                                                                       | 53,73901° N, 7,558581° W N 292-767 LF015-016001-  |
| Louth                                    |                                     |                        |           |      |                                                                                       |                                                   |
| Aclint                                   |                                     | Ardee                  | Louth     | M&B  |                                                                                       | 53,922895° N, 6,639966° W N 894-979 LH010-013---- |
| Artoney                                  |                                     | Louth                  | Louth     | M    |                                                                                       | 53,950472° N, 6,54593° W H 955-011 LH011-115013-  |
| Ash Big                                  |                                     |                        | Louth     | M    |                                                                                       | 53,98561° N, 6,511663° W H 977-050 LH006-073001-  |
| Barronstown                              |                                     |                        | Louth     | M    |                                                                                       | 54,025404° N, 6,507373° W H 978-095 LH006-013---- |
| Castlering                               |                                     |                        | Louth     | M&B  |                                                                                       | 53,976308° N, 6,53224° W H 964-040 LH006-076001-  |
| Castletown                               | Dún Dealgan                         | Dundalk                | Louth     | M&B  |                                                                                       | 54,013835° N, 6,430291° W H 964-040 LH007-118007- |
| Crowmartin                               |                                     | Ardee                  | Louth     | M&B  |                                                                                       | 53,89869° N, 6,661965° W N 880-953 LH013-016----  |
| Dawsonsdemesne                           | Castleguard                         | Ardee                  | Louth     | M    |                                                                                       | 53,855634° N, 6,524819° W N 971-906 LH017-012001- |
| Derrycammagh                             |                                     | Ardee                  | Louth     | M&B  |                                                                                       | 53,892886° N, 6,488891° W N 994-948 LH014-026---- |
| Dromin                                   |                                     | Dunleer                | Louth     | M    |                                                                                       | 53,844477° N, 6,437219° W O 029-894 LH018-013001- |
| Drumcashel                               |                                     | Ardee                  | Louth     | M    |                                                                                       | 53,870062° N, 6,470345° W O 006-922 LH014-049---- |
| Dunleer                                  |                                     | Dunleer                | Louth     | M    |                                                                                       | 53,82889° N, 6,393387° W O 058-878 LH018-064008-  |
| Faughart Upper                           |                                     |                        | Louth     | M    |                                                                                       | 54,052252° N, 6,386051° W J 057-127 LH004-023001- |
| Greenmount                               |                                     | Castlebellingham       | Louth     | M&B  |                                                                                       | 53,878033° N, 6,385951° W O 062-933 LH015-012001- |
| Haggardstown                             |                                     | Dundalk                | Louth     | M    |                                                                                       | 53,968199° N, 6,386121° W J 059-033 LH012-094---- |
| Haynestown                               |                                     | Dundalk                | Louth     | M&B  |                                                                                       | 53,958328° N, 6,411926° W J 043-021 LH012-025---- |
| Killanny                                 |                                     | Carrickmacross         | Louth     | M&B  |                                                                                       | 53,950979° N, 6,640901° W H 893-010 LH010-004001- |
| Lagavooren                               | Millmount                           | Drogheda               | Louth     | M&B  | Martello-Turm auf Motte.                                                              | 53,711626° N, 6,349485° W O 090-748 LH024-041009- |
| Louth Hall                               |                                     | Tallanstown            | Louth     | M&B  |                                                                                       | 53,92093° N, 6,549895° W N 953-978 LH011-085001-  |
| Mapastown                                |                                     | Ardee                  | Louth     | M&B  |                                                                                       | 53,898525° N, 6,500772° W N 986-957 LH014-022001- |
| Mayne                                    |                                     | Clogherhead            | Louth     | M    | Stark beschädigt.                                                                     | 53,801111° N, 6,266279° W O 143-849 LH022-003---- |
| Piperstown                               |                                     |                        | Louth     | M    |                                                                                       | 53,781228° N, 6,352246° W O 087-825 LH021-027002- |
| Priest Town                              |                                     | Dunleer                | Louth     | M&B  | Bailey nicht sicher.                                                                  | 53,796492° N, 6,390384° W O 061-841 LH021-005---- |
| Stormanstown                             |                                     |                        | Louth     | M&B  | Bailey nicht sicher.                                                                  | 53,885364° N, 6,60878° W N 915-938 LH013-024001-  |
| Mayo                                     |                                     |                        |           |      |                                                                                       |                                                   |
| Bohola                                   |                                     | Bohola                 | Mayo      | M    |                                                                                       | 53,907153° N, 9,068228° W M 298-958 MA071-076---- |
| Brees                                    |                                     | Claremorris            | Mayo      | RW   | Nicht sicher.                                                                         | 53,77786° N, 9,071136° W M 294-814 MA091-008001-  |
| Carrowcastle                             |                                     | Bohola                 | Mayo      | M    |                                                                                       | 53,910237° N, 9,084082° W M 288-962 MA071-070---- |
| Carrownlough                             |                                     | Ballindine             | Mayo      | M&B  |                                                                                       | 53,656709° N, 8,90637° W M 401-678 MA112-049----  |
| Cloontally                               |                                     | Lough Conn             | Mayo      | M    | Direkt am Seeufer.                                                                    | 54,090084° N, 9,255697° W G 179-164 MA039-003---- |
| Gortaneden                               |                                     | Claremorris            | Mayo      | M    |                                                                                       | 54,070123° N, 9,364104° W G 107-143 MA038-041---- |
| Moat                                     |                                     | Ballyhaunis            | Mayo      | M    |                                                                                       | 53,724716° N, 8,806784° W M 468-753 MA103-023---- |
| Rathcash                                 |                                     | Killala                | Mayo      | M    |                                                                                       | 54,212052° N, 9,2804° W G 165-300 MA021-020----   |
| Meath                                    |                                     |                        |           |      |                                                                                       |                                                   |
| Agher                                    |                                     |                        | Meath     | M&B  |                                                                                       | 53,453704° N, 6,747967° W N 831-456 ME048-011---- |
| Anneville or Clonard Old                 | Clonard Motte                       |                        | Meath     | M    |                                                                                       | 53,451817° N, 7,011211° W N 657-451 ME047-004---- |
| Ardmulchan                               |                                     | Navan                  | Meath     | M    |                                                                                       | 53,674534° N, 6,626928° W N 908-703 ME025-019---- |
| Athlumney                                |                                     | Navan                  | Meath     | M    |                                                                                       | 53,649338° N, 6,676547° W N 876-674 ME025-033---- |
| Balgree                                  |                                     |                        | Meath     | M    |                                                                                       | 53,750067° N, 7,009959° W N 654-783 ME010-034---- |
| Ballyhist                                |                                     |                        | Meath     | M&B  |                                                                                       | 53,7494° N, 7,023746° W N 644-782 ME010-033----   |
| Ballymacad                               |                                     |                        | Meath     | M    |                                                                                       | 53,757343° N, 7,232347° W N 507-789 ME008-030---- |
| Ballymacad                               |                                     |                        | Meath     | M    | Nicht sicher, könnte aber nicht fertiggestellte Motte sein.                           | 53,752493° N, 7,227626° W N 510-784 ME008-046---- |
| Castlecor                                |                                     | Oldcastle              | Meath     | M&B  |                                                                                       | 53,778566° N, 7,206632° W N 523-813 ME008-011---- |
| Castlejordan                             |                                     |                        | Meath     | M&B  | Nicht sicher.                                                                         | 53,395363° N, 7,117958° W N 587-387 ME052-002---- |
| Castlerickard                            |                                     |                        | Meath     | M    |                                                                                       | 53,485675° N, 6,920632° W N 717-489 ME041-014---- |
| Castletown                               |                                     | Nobber                 | Meath     | M&B  |                                                                                       | 53,784128° N, 6,725891° W N 840-823 ME012-015---- |
| Castletown Kilberry                      |                                     | Navan                  | Meath     | M    | Auf älterem Ráth errichtet.                                                           | 53,698887° N, 6,674238° W N 877-729 ME018-027---- |
| Clonbartan                               |                                     | Drumcondra             | Meath     | M    |                                                                                       | 53,868488° N, 6,657075° W N 884-918 ME003-022---- |
| Clonymeath                               |                                     | Summerhill             | Meath     | M    |                                                                                       | 53,50104° N, 6,706291° W N 859-509 ME043-006----  |
| Coolronan                                |                                     | Ballyvor               | Meath     | M&B  |                                                                                       | 53,559168° N, 6,976052° W N 679-571 ME035-006---- |
| Cruicetown                               |                                     | Nobber                 | Meath     | M&B  | Bailey stark beschädigt.                                                              | 53,805171° N, 6,792544° W N 796-846 ME005-093---- |
| Culmullin                                |                                     |                        | Meath     | M    |                                                                                       | 53,491021° N, 6,622329° W N 915-498 ME043-018---- |
| Derrinydaly                              |                                     |                        | Meath     | M    |                                                                                       | 53,530553° N, 6,845874° W N 766-540 ME036-035002- |
| Derver                                   |                                     |                        | Meath     | M&B  |                                                                                       | 53,765347° N, 6,999225° W N 660-800 ME010-021---- |
| Diamor                                   |                                     |                        | Meath     | M&B  |                                                                                       | 53,712002° N, 7,078539° W N 609-739 ME015-070---- |
| Dollardstown                             |                                     | Slane                  | Meath     | M    | Nicht sicher; nahezu zerstört. Kann auch Ráth gewesen sein.                           | 53,681887° N, 6,592879° W N 930-711 ME026-001---- |
| Donaghmore                               |                                     | Ashbourne              | Meath     | M    | Mit Obelisk von 1880.                                                                 | 53,492225° N, 6,375898° W O 078-504 ME045-007---- |
| Drumcondra                               |                                     |                        | Meath     | M    |                                                                                       | 53,848917° N, 6,657264° W N 884-897 ME006-011---- |
| Drumcondra                               |                                     |                        | Meath     | M&B  |                                                                                       | 53,854022° N, 6,65251° W N 887-902 ME006-010----  |
| Drumsawry or Summerbank                  |                                     |                        | Meath     | RW   | Nicht sicher. Wird auch als Ráth beschrieben.                                         | 53,854022° N, 6,65251° W N 575-783 ME009-057----  |
| Galtrim                                  |                                     | Trim                   | Meath     | M    |                                                                                       | 53,511955° N, 6,701859° W N 863-521 ME043-002---- |
| Ginnets Great                            |                                     | Trim                   | Meath     | M    |                                                                                       | 53,520162° N, 6,73416° W N 840-530 ME037-020----  |
| Girley                                   |                                     | Athboy                 | Meath     | M    |                                                                                       | 53,666977° N, 6,929329° W N 708-691 ME023-014---- |
| Glenboy                                  |                                     | Oldcastle              | Meath     | M&B  |                                                                                       | 53,775552° N, 7,194875° W N 532-809 ME008-013---- |
| Hollymount                               |                                     |                        | Meath     | RW   | Nicht sicher.                                                                         | 53,65243° N, 6,65024° W O 105-681 ME027-089----   |
| Jordanstown                              |                                     | Rathcore               | Meath     | M    |                                                                                       | 53,446725° N, 6,832066° W N 776-447 ME048-005---- |
| Kilbeg Upper                             |                                     |                        | Meath     | M&B  |                                                                                       | 53,780085° N, 6,823482° W N 776-817 ME011-019---- |
| Knockudder                               | The Moat                            |                        | Meath     | M    |                                                                                       | 53,39435° N, 6,514283° W N 989-392 ME053-003----  |
| Laracor                                  |                                     | Trim                   | Meath     | M    |                                                                                       | 53,527478° N, 6,782517° W N 808-537 ME036-043---- |
| Lisdornan                                |                                     | Bellewstown            | Meath     | M    |                                                                                       | 53,650393° N, 6,298296° W O 126-680 ME028-013---- |
| Loughbracken                             |                                     | Drumcondra             | Meath     | M&B  |                                                                                       | 53,836089° N, 6,677642° W N 871-882 ME006-027---- |
| Loughcrew                                |                                     |                        | Meath     | M    |                                                                                       | 53,733748° N, 7,146749° W N 564-763 ME015-026---- |
| Milltown                                 |                                     | Kells                  | Meath     | M    |                                                                                       | 53,693379° N, 6,873559° W N 745-721 ME017-035---- |
| Milltown                                 |                                     |                        | Meath     | M    | Mit Burgruine.                                                                        | 53,723058° N, 7,176301° W N 544-751 ME015-033002- |
| Moat                                     |                                     | Oldcastle              | Meath     | M&B  | Mit Souterrain; vermutlich auf einem älteren Ráth errichtet.                          | 53,758041° N, 7,22653° W N 511-790 ME008-032002-  |
| Moat                                     |                                     | Kells                  | Meath     | M&B  |                                                                                       | 53,756779° N, 6,928412° W N 707-791 ME010-039---- |
| Moat                                     |                                     |                        | Meath     | M    |                                                                                       | 53,80662° N, 6,84681° W N 760-847 ME005-080----   |
| Moat                                     |                                     | Rathmoylon             | Meath     | M&B  |                                                                                       | 53,506052° N, 6,808689° W N 791-513 ME042-005---- |
| Moat Town                                |                                     | Trim                   | Meath     | M    |                                                                                       | 53,556426° N, 6,867289° W N 751-568 ME036-001---- |
| Moathill                                 |                                     | Navan                  | Meath     | M&B  |                                                                                       | 53,651939° N, 6,70043° W N 860-677 ME025-023001-  |
| Moynalty                                 |                                     | Moynalty               | Meath     | M    |                                                                                       | 53,788685° N, 6,88653° W N 736-825 ME011-014----  |
| Moyrath                                  |                                     | Athboy                 | Meath     | M&B  |                                                                                       | 53,57272° N, 6,936305° W N 705-586 ME035-003----  |
| Mulphedder                               |                                     |                        | Meath     | RW   | Nur schwach zu sehen; 70 m SW der Motte von Clonard.                                  | 53,451036° N, 7,012882° W N 656-449 ME047-005---- |
| Newtown                                  |                                     | Killallon              | Meath     | M&B  |                                                                                       | 53,679457° N, 7,062856° W N 620-703 ME022-010---- |
| Nobber                                   |                                     | Nobber                 | Meath     | M&B  |                                                                                       | 53,82337° N, 6,75258° W N 822-867 ME005-070----   |
| Oldcastle                                |                                     | Oldcastle              | Meath     | M&B  |                                                                                       | 53,76396° N, 7,16465° W N 551-797 ME009-024----   |
| Patrickstown                             |                                     |                        | Meath     | M    |                                                                                       | 53,744038° N, 7,082021° W N 606-775 ME015-016---- |
| Rathbeggan                               |                                     |                        | Meath     | M    |                                                                                       | 53,463281° N, 6,495163° W O 000-470 ME044-029---- |
| Rathfeigh                                |                                     |                        | Meath     | M    |                                                                                       | 53,591857° N, 6,486552° W O 003-613 ME032-028---- |
| Rathmore                                 |                                     | Athboy                 | Meath     | M    | Mit späterem Tower House.                                                             | 53,645802° N, 6,870002° W N 748-668 ME024-018002- |
| Ratoath                                  |                                     | Ratoath                | Meath     | M&B  |                                                                                       | 53,507031° N, 6,461608° W O 021-518 ME044-034001- |
| Robertstown                              |                                     |                        | Meath     | M    |                                                                                       | 53,80271° N, 6,811181° W N 902-418 ME011-004----  |
| Rodanstown                               |                                     | Kilcock                | Meath     | M    |                                                                                       | 53,417947° N, 6,644593° W N 784-843 ME049-019---- |
| Scurlockstown                            |                                     | Trim                   | Meath     | M    |                                                                                       | 53,550407° N, 6,746454° W N 833-564 ME037-009---- |
| Skreen                                   |                                     |                        | Meath     | M    |                                                                                       | 53,582025° N, 6,562306° W N 953-601 ME032-047001- |
| Slanecastle Demesne                      |                                     | Slane                  | Meath     | M    |                                                                                       | 53,717059° N, 6,546011° W N 960-751 ME019-060001- |
| Staholmog                                |                                     |                        | Meath     | RW   |                                                                                       | 53,775581° N, 6,795909° W N 795-815 ME011-024---- |
| Summerhill Upper                         |                                     | Drumcondra             | Meath     | M    | Nicht sicher, kann auch Raised Ráth sein.                                             | 53,83461° N, 6,683852° W N 867-880 ME006-026----  |
| Thurstianstown                           |                                     | Slane                  | Meath     | M    |                                                                                       | 53,688747° N, 6,559179° W N 953-719 ME019-047---- |
| Tremblestown                             |                                     | Trim                   | Meath     | M    |                                                                                       | 53,562981° N, 6,853497° W N 760-576 ME036-004---- |
| Monaghan                                 |                                     |                        |           |      |                                                                                       |                                                   |
| Candlefort                               |                                     | Inniskeen              | Monaghan  | M&B  |                                                                                       | 54,001857° N, 6,578656° W H 932-068 MO029-033001- |
| Crossmoyle                               |                                     | Clones                 | Monaghan  | M&B  |                                                                                       | 54,178605° N, 7,235098° W H 500-258 MO011-008001- |
| Donaghmoyne                              |                                     | Carrickmacross         | Monaghan  | M&B  |                                                                                       | 54,009048° N, 6,698767° W H 855-073 MO028-118001- |
| Roosky                                   |                                     | Newbliss               | Monaghan  | RW   |                                                                                       | 54,187127° N, 7,12208° W H 573-268 MO012-053----  |
| Offaly                                   |                                     |                        |           |      |                                                                                       |                                                   |
| Ballyboy                                 |                                     | Kilcormac              | Offaly    | M&B  | Bailey unsicher.                                                                      | 53,175221° N, 7,696995° W N 203-138 OF031-015002- |
| Ballycumber                              |                                     |                        | Offaly    | M    |                                                                                       | 53,326189° N, 7,683721° W N 212-308 OF007-040---- |
| Ballymooney                              |                                     |                        | Offaly    | M    | Rechteckig.                                                                           | 53,259332° N, 7,370295° W N 421-234 OF018-017005- |
| Ballynacarrig, Luganiska                 |                                     | Kilcormac              | Offaly    | M&B  | Sehr unsicher, aber möglich.                                                          | 53,16931° N, 7,672236° W N 219-132 OF031-022----  |
| Barnagrotty                              |                                     |                        | Offaly    | M    | Nicht sicher.                                                                         | 52,856396° N, 7,962898° W S 025-783 OF046-026---- |
| Castletown and Glinsk                    |                                     |                        | Offaly    | M    | Auf dem Gelände des Kinnitty Castles.                                                 | 53,100564° N, 7,69684° W N 203-055 OF036-044003-  |
| Churchland                               |                                     | Seirkieran             | Offaly    | M    | Gelegentlich auch als Ringwork klassifiziert.                                         | 53,069624° N, 7,793941° W N 139-022 OF039-003009- |
| Dalgan                                   |                                     | Geashill               | Offaly    | M    |                                                                                       | 53,235818° N, 7,319524° W N 455-208 OF026-005002- |
| Danganreagh                              |                                     | Roscrea                | Offaly    | M    |                                                                                       | 52,996464° N, 7,783645° W S 146-940 OF043-026001- |
| Down                                     |                                     | Clonygowan             | Offaly    | M&B  |                                                                                       | 53,202076° N, 7,314642° W N 458-170 OF026-031---- |
| Drumcooly                                |                                     | Edenderry              | Offaly    | M&B  |                                                                                       | 53,322548° N, 7,061727° W N 626-306 OF012-006001- |
| Dungar                                   |                                     | Roscrea                | Offaly    | RW   |                                                                                       | 52,979813° N, 7,766625° W S 157-921 OF043-054---- |
| Durrow Demesne                           |                                     | Tullamore              | Offaly    | M    |                                                                                       | 53,326228° N, 7,522728° W N 318-307 OF009-005001- |
| Fancroft                                 |                                     | Roscrea                | Offaly    | M    |                                                                                       | 52,987988° N, 7,800096° W S 135-930 OF043-020---- |
| Franckfort                               |                                     | Dunkerrin              | Offaly    | M    |                                                                                       | 52,914521° N, 7,900547° W S 068-848 OF045-022001- |
| Garr                                     |                                     | Rhode                  | Offaly    | M    | Möglicherweise mit Bailey.                                                            | 53,387879° N, 7,199087° W N 534-378 OF004-006---- |
| Glendine                                 |                                     |                        | Offaly    | M    |                                                                                       | 52,854381° N, 7,985421° W S 010-782 OF046-024---- |
| Knockbarron                              |                                     |                        | Offaly    | M&B  | Bailey inzwischen zerstört.                                                           | 53,106536° N, 7,730799° W N 181-062 OF036-028004- |
| Lynally Glebe                            |                                     | Tullamore              | Offaly    | M&B  | Bailey nicht sicher.                                                                  | 53,26417° N, 7,555168° W N 297-238 OF016-032001-  |
| Monasteroris                             |                                     | Edenderry              | Offaly    | M    |                                                                                       | 53,34775° N, 7,084714° W N 610-334 OF011-010001-  |
| Rathdrum                                 |                                     | Daingean               | Offaly    | M    | Nicht sicher.                                                                         | 53,30488° N, 7,379255° W N 414-284 OF009-029002-  |
| Rathlihen                                |                                     | Mountbolus             | Offaly    | M&B  |                                                                                       | 53,19873° N, 7,649211° W N 235-165 OF024-036003-  |
| Roscommon                                |                                     |                        |           |      |                                                                                       |                                                   |
| Ballycreggan                             | Castle Naghten                      | Athlone                | Roscommon | M&B  | Burgruine auf Motte.                                                                  | 53,453225° N, 8,060281° W M 960-448 RO048-113001- |
| Barrinagh                                | Sheeaunbeg Moat                     |                        | Roscommon | M&B  | Nicht sicher.                                                                         | 53,709505° N, 8,693213° W M 543-735 RO032-009001- |
| Carroweighter                            |                                     |                        | Roscommon | RW   | Nicht sicher.                                                                         | 53,672996° N, 8,336787° W M 778-693 RO034-081001- |
| Cloonburren                              |                                     | Shannonbridge          | Roscommon | M&B  |                                                                                       | 53,30912° N, 8,044653° W M 971-287 RO056-010001-  |
| Drumdoe                                  |                                     | Lough Arrow            | Roscommon | M    |                                                                                       | 54,033913° N, 8,297023° W G 806-094 RO003-022---- |
| Dundonnell                               |                                     |                        | Roscommon | RW   | Mit Gebäude aus dem 16. oder 17. Jhdt.                                                | 53,392269° N, 8,160286° W M 894-380 RO051-047002- |
| Longnamuck                               |                                     | Lough Ree              | Roscommon | RW   | Mit Ruine eines Tower Houses.                                                         | 53,578094° N, 8,065786° W M 956-587 RO042-045002- |
| Sligo                                    |                                     |                        |           |      |                                                                                       |                                                   |
| Ballinphull                              |                                     | Beltra                 | Sligo     | RW   |                                                                                       | 54,244183° N, 8,643833° W G 581-330 SL013-083---- |
| Ballygrania                              |                                     | Collooney              | Sligo     | M&B  | Unter SMR: SL026-031---- zusätzlich nur die Motte aufgeführt.                         | 54,18285° N, 8,460812° W G 699-261 SL026-031001-  |
| Ballynahowna                             |                                     | Easky                  | Sligo     | M    |                                                                                       | 54,258798° N, 8,931125° W G 394-348 SL011-078---- |
| Carrowcaslan                             |                                     |                        | Sligo     | RW&B |                                                                                       | 54,256498° N, 8,751073° W G 511-344 SL012-097001- |
| Carrownagilty                            |                                     |                        | Sligo     | M&B  | Unter SMR: SL028-012---- zusätzlich nur die Motte aufgeführt.                         | 54,129215° N, 8,287085° W G 813-201 SL028-014---- |
| Doonamurray                              |                                     | Collooney              | Sligo     | M    |                                                                                       | 54,191216° N, 8,423186° W G 724-270 SL021-050---- |
| Gortlownan                               |                                     | Dromahair              | Sligo     | M    |                                                                                       | 54,221463° N, 8,339011° W G 779-303 SL021-012---- |
| Inishmore Island                         |                                     | Lough Arrow            | Sligo     | M&B  | Auf Insel..Unter SMR: SL034-232---- zusätzlich nur die Motte aufgeführt.              | 54,069769° N, 8,330059° W G 784-136 SL034-232001- |
| Oldgrange                                |                                     | Easky                  | Sligo     | RW   |                                                                                       | 54,285874° N, 8,994296° W G 353-379 SL011-009001- |
| Rathdoony More                           |                                     | Ballymote              | Sligo     | M    |                                                                                       | 54,097905° N, 8,539881° W G 647-167 SL033-087001- |
| Rathosay                                 |                                     | Coolaney               | Sligo     | M    |                                                                                       | 54,174228° N, 8,604163° W G 606-252 SL025-020---- |
| Tipperary                                |                                     |                        |           |      |                                                                                       |                                                   |
| Annesgift                                |                                     | Fethard                | Tipperary | RW   |                                                                                       | 52,494774° N, 7,719888° W S 191-381 TS062-110---- |
| Ardbane                                  |                                     |                        | Tipperary | RW   |                                                                                       | 52,41741° N, 7,47877° W S 355-296 TS078-021----   |
| Ardmayle                                 |                                     |                        | Tipperary | M&B  | Marienstatue mit Heiliger Bernadette auf der Motte.                                   | 52,56796° N, 7,91545° W S 058-463 TS052-034004-   |
| Athasselabbey North                      |                                     | Golden                 | Tipperary | M    |                                                                                       | 52,48743° N, 7,986° W S 010-373 TS060-098001-     |
| Ballinglanna                             |                                     | Limerick Junction      | Tipperary | RW   |                                                                                       | 52,4815° N, 8,26303° W R 822-366 TS066-013----    |
| Ballyboe                                 |                                     |                        | Tipperary | M&B  |                                                                                       | 52,39249° N, 7,61172° W S 265-268 TS078-032----   |
| Ballybough                               |                                     |                        | Tipperary | M&B  |                                                                                       | 52,48254° N, 7,7069° W S 199-367 TS070-010001-    |
| Ballycahill                              |                                     | Nenagh                 | Tipperary | M    | Mit Burgruine auf der Motte.                                                          | 52,84103° N, 8,23368° W R 843-766 TN020-084002-   |
| Ballycahill Clontaaffe                   |                                     |                        | Tipperary | RW   |                                                                                       | 52,83472° N, 7,84331° W S 106-759 TN023-055----   |
| Ballycrine                               |                                     |                        | Tipperary | RW   |                                                                                       | 52,91907° N, 7,82545° W S 118-853 TN017-027----   |
| Ballydonagh Ranacrohy                    |                                     | Tipperary              | Tipperary | RW&B |                                                                                       | 52,51532° N, 8,12925° W R 913-404 TS059-049----   |
| Ballyherberry Curraghtarsna              |                                     | Cashel                 | Tipperary | RW&B | Nicht sicher.                                                                         | 52,52445° N, 7,77392° W S 154-414 TS061-064----   |
| Ballyhohan                               |                                     |                        | Tipperary | M    |                                                                                       | 52,31636° N, 7,95144° W S 033-183 TS081-052----   |
| Ballylusky                               |                                     | Ardcrony               | Tipperary | M    |                                                                                       | 52,94291° N, 8,14508° W R 907-882 TN015-020----   |
| Ballysheehan                             |                                     |                        | Tipperary | M&B  |                                                                                       | 52,55965° N, 7,86496° W S 094-453 TS053-042002-   |
| Borris                                   |                                     | Twomileborris          | Tipperary | RW   |                                                                                       | 52,67187° N, 7,71273° W S 195-578 TN042-052003-   |
| Borrisnafarney                           |                                     |                        | Tipperary | RW   |                                                                                       | 52,83223° N, 7,92924° W S 048-756 TN022-058----   |
| Brickendown Monameagh                    |                                     | Cashel                 | Tipperary | RW&B |                                                                                       | 52,50994° N, 7,83324° W S 114-397 TS061-083----   |
| Bruis                                    |                                     |                        | Tipperary | M    | Auf der Motte steht zweistöckiges Sommerhaus (18. Jhdt.).                             | 52,45015° N, 8,23852° W R 838-332 TS066-111----   |
| Bullockpark                              |                                     | Rosegreen              | Tipperary | RW&B |                                                                                       | 52,47693° N, 7,82162° W S 121-361 TS069-019----   |
| Buolick                                  |                                     |                        | Tipperary | RW&B |                                                                                       | 52,65782° N, 7,61172° W S 263-563 TS048-020003-   |
| Burges Beg                               |                                     |                        | Tipperary | M    |                                                                                       | 52,81508° N, 8,33846° W R 772-738 TN025-037----   |
| Castlemoyle North Thurlesbeg             | Rathnacolleen Fort                  |                        | Tipperary | RW   |                                                                                       | 52,56131° N, 7,89553° W S 071-455 TS053-038----   |
| Castlequarter                            |                                     | Killenaule             | Tipperary | M&B  |                                                                                       | 52,56923° N, 7,66992° W S 224-464 TS054-050003-   |
| Clareen                                  |                                     | Nenagh                 | Tipperary | RW   |                                                                                       | 52,85438° N, 8,25769° W R 827-781 TN020-072----   |
| Cloghleigh                               |                                     | Golden                 | Tipperary | M    |                                                                                       | 52,4764° N, 7,98556° W S 010-360 TS068-016----    |
| Cloncannon                               |                                     |                        | Tipperary | M    |                                                                                       | 52,85622° N, 7,94588° W S 037-783 TN022-036----   |
| Clonwalsh                                |                                     |                        | Tipperary | M    |                                                                                       | 52,38914° N, 7,63921° W S 246-264 TS077-071----   |
| Coolkill                                 |                                     |                        | Tipperary | RW   |                                                                                       | 52,67299° N, 7,93421° W S 045-579 TN040-022----   |
| Coolquill                                |                                     | Killenaule             | Tipperary | M    |                                                                                       | 52,57133° N, 7,62216° W S 257-467 TS054-054----   |
| Coolquill                                |                                     | Killenaule             | Tipperary | M&B  |                                                                                       | 52,56642° N, 7,62576° W S 254-461 TS054-057----   |
| Cullahill                                |                                     | Borrisoleigh           | Tipperary | RW   |                                                                                       | 52,75936° N, 8,01542° W R 990-675 TN034-025004-   |
| Cullahill Curraghkeal                    |                                     | Borrisoleigh           | Tipperary | RW   |                                                                                       | 52,76092° N, 8,01189° W R 992-677 TN034-007----   |
| Drangan Beg                              |                                     | Cahir                  | Tipperary | RW   | Stark zerstört.                                                                       | 52,41506° N, 7,95026° W S 034-292 TS075-015----   |
| Dundrum                                  |                                     |                        | Tipperary | RW   |                                                                                       | 52,53465° N, 8,03548° W R 976-425 TS060-007----   |
| Fennor                                   |                                     | Urlingford             | Tipperary | RW   |                                                                                       | 52,71298° N, 7,60252° W S 269-624 TS043-001----   |
| Garranacanty                             |                                     | Tipperary              | Tipperary | M    |                                                                                       | 52,48642° N, 8,13544° W R 908-372 TS059-110----   |
| Garrandee                                |                                     | New Inn                | Tipperary | RW   | Nicht sicher.                                                                         | 52,44016° N, 7,91757° W S 056-321 TS068-105----   |
| Garrandee                                |                                     | Newinn                 | Tipperary | RW   | Nahezu zerstört.                                                                      | 52,44196° N, 7,92062° W S 054-322 TS068-104----   |
| Garraun                                  |                                     |                        | Tipperary | M&B  |                                                                                       | 52,5459° N, 7,80586° W S 132-438 TS053-075----    |
| Garraun                                  |                                     | Cloughjordan           | Tipperary | RW   |                                                                                       | 52,95848° N, 8,01724° W R 989-897 TN011-025----   |
| Glenbane                                 |                                     | Limerick Junction      | Tipperary | RW   |                                                                                       | 52,48142° N, 8,2905° W R 803-366 TS066-010----    |
| Gortkelly                                |                                     |                        | Tipperary | M&B  | Mit Burgruine auf Motte.                                                              | 52,6981° N, 7,97398° W S 018-607 TN040-013002-    |
| Grange                                   |                                     | Holy Cross Abbey       | Tipperary | RW   | Stark beschädigt.                                                                     | 52,64669° N, 7,90287° W S 066-550 TN046-014----   |
| Greenan                                  |                                     |                        | Tipperary | RW   | Trapezförmig.                                                                         | 52,74196° N, 8,07105° W R 952-656 TN033-029001-   |
| Greenane                                 |                                     |                        | Tipperary | M    | Nicht sehr wahrscheinlich.                                                            | 52,50582° N, 8,12787° W R 914-393 TS059-081002-   |
| Heathview                                | The old castle                      |                        | Tipperary | RW   |                                                                                       | 52,41588° N, 7,48671° W S 349-294 TS078-020----   |
| Kilknockan                               |                                     | Fethard                | Tipperary | RW&B |                                                                                       | 52,49609° N, 7,69871° W S 205-383 TS062-116----   |
| Killamoyne Rosnamulteeny                 |                                     | Borrisoleigh           | Tipperary | RW   |                                                                                       | 52,74352° N, 8,00464° W R 997-658 TN034-057----   |
| Killanafinch                             |                                     |                        | Tipperary | M    |                                                                                       | 52,82562° N, 8,05827° W R 961-749 TN027-016----   |
| Killanafinch                             |                                     |                        | Tipperary | M    |                                                                                       | 52,82468° N, 8,05455° W R 964-748 TN027-018----   |
| Killeen                                  |                                     | Birr                   | Tipperary | M&B  |                                                                                       | 53,09132° N, 7,93819° W N 042-045 TN005-021----   |
| Kilmacogue                               |                                     |                        | Tipperary | RW   |                                                                                       | 52,73641° N, 8,36621° W R 753-651 TN031-055002-   |
| Kilnahone                                |                                     | Killenaule             | Tipperary | RW   |                                                                                       | 52,57706° N, 7,6524° W S 236-473 TS054-030----    |
| Kilnaneave                               |                                     |                        | Tipperary | RW   |                                                                                       | 52,80165° N, 8,11659° W R 922-723 TN027-072----   |
| Kilsheelan                               |                                     | Kilsheelan             | Tipperary | M    |                                                                                       | 52,36099° N, 7,58° W S 286-232 TS084-002001-      |
| Knockanavar                              |                                     | Cappagh White          | Tipperary | RW   |                                                                                       | 52,59612° N, 8,20608° W R 861-494 TS050-001----   |
| Knockgraffon                             |                                     | Cahir                  | Tipperary | M&B  |                                                                                       | 52,41251° N, 7,93389° W S 046-290 TS075-019001-   |
| Knocknagapple                            |                                     | Ballyporeen            | Tipperary | RW   |                                                                                       | 52,27095° N, 8,14376° W R 902-132 TS086-018----   |
| Knockuragh                               |                                     |                        | Tipperary | RW&B |                                                                                       | 52,52723° N, 7,57956° W S 268-418 TS063-012----   |
| Lackenavorna                             |                                     |                        | Tipperary | M    |                                                                                       | 52,8015° N, 8,05552° W R 963-722 TN027-105001-    |
| Lahardan Upper                           |                                     | Thurles                | Tipperary | RW   |                                                                                       | 52,65515° N, 7,75143° W S 169-560 TN048-002----   |
| Lisdonowley                              |                                     |                        | Tipperary | RW   |                                                                                       | 52,74523° N, 7,73869° W S 177-660 TN036-021----   |
| Lisduff                                  |                                     | Moneygall              | Tipperary | RW   |                                                                                       | 52,88457° N, 7,90208° W S 066-815 TN022-009----   |
| Lorrha                                   |                                     | Lorrha                 | Tipperary | M&B  |                                                                                       | 52,0913° N, 8,11856° W M 921-045 TN004-010012-    |
| Lyonstown                                |                                     | Rosegreen              | Tipperary | RW   |                                                                                       | 52,48034° N, 7,84284° W S 107-365 TS069-007----   |
| Magherareagh                             |                                     | Borrisoleigh           | Tipperary | M    |                                                                                       | 52,72381° N, 7,92348° W S 052-636 TN034-090002-   |
| Marlfield Patrickswell                   |                                     | Clonmel                | Tipperary | RW   | Nicht sicher.                                                                         | 52,3519° N, 7,76415° W S 161-222 TS082-102----    |
| Moanmore                                 |                                     | Oola                   | Tipperary | RW   |                                                                                       | 52,52833° N, 8,22079° W S 161-222 TS058-016----   |
| Moanmore                                 |                                     | Emly                   | Tipperary | RW   |                                                                                       | 52,44868° N, 8,3257° W R 779-330 TS066-084----    |
| Moanroe                                  |                                     | Clonmel                | Tipperary | RW&B |                                                                                       | 52,40065° N, 7,68926° W S 212-277 TS077-034----   |
| Moatquarter                              |                                     | Donohill               | Tipperary | M&B  |                                                                                       | 52,54045° N, 8,13838° W R 907-432 TS059-014001-   |
| Moatquarter                              |                                     | Kilfeakle              | Tipperary | M&B  |                                                                                       | 52,48703° N, 8,06195° W R 959-372 TS059-127001-   |
| Moatquarter                              |                                     | Moneygall              | Tipperary | M    |                                                                                       | 52,89243° N, 7,91574° W S 057-824 TN016-003----   |
| Monalumpera                              |                                     |                        | Tipperary | RW&B |                                                                                       | 52,58731° N, 7,9138° W S 059-484 TS052-009----    |
| Mooresfort                               |                                     | Emly                   | Tipperary | RW   |                                                                                       | 52,45672° N, 8,2653° W R 820-339 TS066-103----    |
| Moyaliff                                 |                                     |                        | Tipperary | M    |                                                                                       | 52,65134° N, 7,93781° W S 043-557 TN046-006004-   |
| Moycarky                                 |                                     |                        | Tipperary | RW   |                                                                                       | 52,6163° N, 7,79455° W S 139-516 TN047-067----    |
| Murgasty                                 |                                     | Tipperary              | Tipperary | M    |                                                                                       | 52,47943° N, 8,17049° W R 885-364 TS067-002----   |
| Newtown                                  |                                     | Holy Cross Abbey       | Tipperary | RW   |                                                                                       | 52,62405° N, 7,88832° W S 076-525 TN047-047----   |
| Nodstown                                 |                                     |                        | Tipperary | RW   |                                                                                       | 52,58299° N, 7,90706° W S 063-479 TS052-015----   |
| Oldcastle                                |                                     |                        | Tipperary | RW   |                                                                                       | 52,90087° N, 7,85208° W S 100-833 TN017-050002-   |
| Outeragh                                 |                                     | Cahir                  | Tipperary | RW   |                                                                                       | 52,41068° N, 7,87689° W S 084-287 TS076-022004-   |
| Park                                     |                                     | Moneygall              | Tipperary | RW   |                                                                                       | 52,87749° N, 7,99562° W S 003-807 TN022-004----   |
| Patrickswell                             |                                     | Clonmel                | Tipperary | RW   |                                                                                       | 52,35878° N, 7,75802° W S 165-229 TS082-028----   |
| Rathcool                                 |                                     |                        | Tipperary | M    |                                                                                       | 52,48511° N, 7,7189° W S 192-372 TS070-008----    |
| Rathduff                                 |                                     | Oola                   | Tipperary | RW   |                                                                                       | 52,50992° N, 8,27195° W R 816-398 TS058-029----   |
| Rathfalla                                |                                     | Nenagh                 | Tipperary | M&B  |                                                                                       | 52,86423° N, 8,13052° W R 913-792 TN021-036----   |
| Rathkennan                               |                                     | Holy Cross Abbey       | Tipperary | M&B  |                                                                                       | 52,62794° N, 7,91344° W S 059-529 TS046-027001-   |
| Rathronan                                |                                     | Clonmel                | Tipperary | RW   |                                                                                       | 52,38441° N, 7,70076° W S 204-258 TS077-061----   |
| Rosegreen                                |                                     | Rosegreen              | Tipperary | RW   |                                                                                       | 52,4714° N, 7,82283° W S 121-355 TS069-038002-    |
| Shanakyle                                |                                     |                        | Tipperary | RW&B |                                                                                       | 52,52817° N, 7,6269° W S 254-419 TS062-065----    |
| Shanbally                                |                                     | Clonmel                | Tipperary | RW   |                                                                                       | 52,41739° N, 7,70208° W S 203-295 TS077-010003-   |
| Shanbally                                |                                     | Clonmel                | Tipperary | RW   |                                                                                       | 52,41671° N, 7,69421° W S 208-294 TS077-013----   |
| Shevry                                   |                                     |                        | Tipperary | RW   |                                                                                       | 52,68961° N, 8,04808° W R 968-598 TN039-010----   |
| Sopwell                                  |                                     |                        | Tipperary | RW   |                                                                                       | 53,00085° N, 8,05358° W R 964-944 TN010-015----   |
| Stook                                    |                                     |                        | Tipperary | RW   |                                                                                       | 52,83035° N, 7,98759° W S 009-755 TN028-007----   |
| Thomastown Demesne South                 |                                     | Kilfeakle              | Tipperary | RW   |                                                                                       | 52,47355° N, 8,03771° W R 975-357 TS068-005----   |
| Tinvoher                                 |                                     | Loughmoe               | Tipperary | RW   |                                                                                       | 52,75512° N, 7,83309° W S 115-672 TN035-030001-   |
| Tullahedy                                |                                     | Nenagh                 | Tipperary | M&B  |                                                                                       | 52,84957° N, 8,24309° W R 837-776 TN020-075----   |
| Tullamain                                |                                     | Rosegreen              | Tipperary | M&B  |                                                                                       | 52,47068° N, 7,78107° W S 149-355 TS069-045003-   |
| Woodhouse                                |                                     |                        | Tipperary | RW   |                                                                                       | 52,51845° N, 7,75452° W S 167-407 TS062-037----   |
| Tyrone                                   |                                     |                        |           |      |                                                                                       |                                                   |
| Dunmore                                  | The Moat                            | Lough Fea              | Tyrone    | M    | Nicht sicher.                                                                         | 54,721492° N, 6,82072° W H 760-866 TYR021:001     |
| Sessiamagaroll                           | Sessiamagaroll Fort                 | Benburb                | Tyrone    | M    | Auf älterem Ráth errichtet.                                                           | 54,42844° N, 6,749599° W H 811-540 TYR061:007     |
| Waterford                                |                                     |                        |           |      |                                                                                       |                                                   |
| Ballyea West                             | Round Hill                          | Lismore                | Waterford | M&B  |                                                                                       | 52,140024° N, 7,905566° W X 065-986 WA021-022---- |
| Coolbunnia                               |                                     | Cheekpoint             | Waterford | M    |                                                                                       | 52,25533° N, 7,01434° W X 065-986 WA010-004----   |
| Feddans                                  |                                     |                        | Waterford | M&B  |                                                                                       | 52,29619° N, 7,47038° W S 362-161 WA007-006001-   |
| Gallowshill                              |                                     | Dungarvan              | Waterford | M    | Nicht ganz sicher.                                                                    | 52,09064° N, 7,634° W X 251-932 WA031-067----     |
| Pembrokestown                            |                                     | Tramore                | Waterford | M    |                                                                                       | 52,20581° N, 7,21747° W S 535-062 WA017-024----   |
| Westmeath                                |                                     |                        |           |      |                                                                                       |                                                   |
| Aghavoneen                               |                                     | Moate                  | Westmeath | RW&B | Mögliches Bailey hat eigene SMR-Nummer (WM036-006----)                                | 53,38302° N, 7,881943° W N 120-370 WM036-005----  |
| Annaskinnan                              |                                     |                        | Westmeath | RW   |                                                                                       | 53,49827° N, 7,11954° W N 584-502 WM027-026----   |
| Ardnurcher                               |                                     | Horseleap              | Westmeath | M&B  |                                                                                       | 53,39732° N, 7,57875° W N 278-388 WM031-099----   |
| Atticonor                                |                                     | Kilbeggan              | Westmeath | M&B  |                                                                                       | 53,33881° N, 7,4255° W N 383-322 WM038-045----    |
| Ballindurrow                             |                                     | Multyfarnham           | Westmeath | M    |                                                                                       | 53,62443° N, 7,38986° W N 404-640 WM007-072----   |
| Ballybrickoge                            |                                     |                        | Westmeath | M&B  | Bailey nicht sicher.                                                                  | 53,43599° N, 7,64411° W N 237-429 WM031-012----   |
| Ballyharney                              |                                     |                        | Westmeath | M&B  |                                                                                       | 53,64001° N, 7,45849° W N 359-657 WM006-032----   |
| Ballymore                                |                                     | Lough Swedy            | Westmeath | M&B  |                                                                                       | 53,49817° N, 7,66775° W N 221-498 WM024-004----   |
| Ballymorin                               |                                     |                        | Westmeath | M    |                                                                                       | 53,5174° N, 7,57506° W N 282-520 WM017-096----    |
| Ballynacarrow                            |                                     |                        | Westmeath | M    |                                                                                       | 53,5012° N, 7,53395° W N 310-502 WM025-001001-    |
| Ballynagrenia                            |                                     |                        | Westmeath | RW   |                                                                                       | 53,43629° N, 7,67268° W N 217-429 WM031-003----   |
| Balreagh                                 |                                     |                        | Westmeath | M    |                                                                                       | 53,59398° N, 7,22162° W N 513-607 WM013-021----   |
| Balreagh                                 |                                     |                        | Westmeath | M    |                                                                                       | 53,58801° N, 7,22528° W N 514-600 WM013-037----   |
| Banagher                                 |                                     |                        | Westmeath | M&B  |                                                                                       | 53,49922° N, 7,19135° W N 537-502 WM027-012----   |
| Baronstown Demesne                       |                                     |                        | Westmeath | M&B  |                                                                                       | 53,60488° N, 7,51724° W N 537-502 WM011-039----   |
| Bellanalack Knockdomny                   |                                     |                        | Westmeath | RW   |                                                                                       | 53,40846° N, 7,76366° W N 158-398 WM030-073----   |
| Bracknahevla                             |                                     |                        | Westmeath | RW   |                                                                                       | 53,45608° N, 7,59987° W N 266-452 WM024-155001-   |
| Bryanmore Upper                          |                                     |                        | Westmeath | RW   |                                                                                       | 53,45914° N, 7,77136° W N 152-455 WM023-070----   |
| Camagh                                   |                                     |                        | Westmeath | M    |                                                                                       | 53,73096° N, 7,4022° W N 395-758 WM002-003----    |
| Castlelost                               |                                     | Rochfortbridge         | Westmeath | M&B  |                                                                                       | 53,42057° N, 7,32304° W N 451-414 WM033-042----   |
| Castletown                               |                                     | Castletown Geoghan     | Westmeath | M&B  |                                                                                       | 53,44327° N, 7,48539° W N 342-438 WM032-015----   |
| Castletown Upper                         |                                     |                        | Westmeath | M    |                                                                                       | 53,76198° N, 7,32954° W N 443-793 WM001-017----   |
| Castletowndelvin                         |                                     | Delvin                 | Westmeath | M    |                                                                                       | 53,61103° N, 7,09241° W N 601-627 WM014-004----   |
| Clonlost                                 |                                     |                        | Westmeath | RW   |                                                                                       | 53,54542° N, 7,18721° W N 538-553 WM020-034----   |
| Clonnageeragh                            |                                     | Fore                   | Westmeath | M&B  |                                                                                       | 53,68619° N, 7,22469° W N 512-710 WM004-029----   |
| Coolnagun                                |                                     |                        | Westmeath | M    |                                                                                       | 53,7001° N, 7,45496° W N 360-724 WM002-019----    |
| Down                                     |                                     |                        | Westmeath | M    |                                                                                       | 53,60014° N, 7,35245° W N 430-613 WM012-043----   |
| Dromore                                  |                                     |                        | Westmeath | M    |                                                                                       | 53,42411° N, 7,52673° W N 315-416 WM032-039----   |
| Drumrainey                               |                                     |                        | Westmeath | M    |                                                                                       | 53,48877° N, 7,743° W N 170-488 WM023-036----     |
| Duneel                                   |                                     |                        | Westmeath | RW   |                                                                                       | 53,50186° N, 7,62547° W N 249-502 WM024-010----   |
| Dunnamona                                |                                     |                        | Westmeath | M&B  |                                                                                       | 53,49959° N, 7,78363° W N 144-499 WM023-013001-   |
| Fore                                     |                                     | Fore                   | Westmeath | M&B  |                                                                                       | 53,68094° N, 7,21854° W N 481-431 WM004-035014-   |
| Gallstown                                |                                     | Rochfortbridge         | Westmeath | M    |                                                                                       | 53,4362° N, 7,27661° W N 517-704 WM033-020----    |
| Glebe                                    |                                     | Crookedwood            | Westmeath | M&B  |                                                                                       | 53,59892° N, 7,26179° W N 489-612 WM012-079----   |
| Gneevebeg                                |                                     |                        | Westmeath | M    |                                                                                       | 53,41301° N, 7,52779° W N 517-704 WM032-072----   |
| Griffinstown                             |                                     |                        | Westmeath | M&B  |                                                                                       | 53,47634° N, 7,14595° W N 568-477 WM027-058----   |
| Joanstown                                |                                     | Rathowen               | Westmeath | M&B  | Bailey nicht sicher.                                                                  | 53,63697° N, 7,51406° W N 321-653 WM006-027----   |
| Kerinstown&Balrowan                      |                                     | Killucan und Rathwire  | Westmeath | M&B  |                                                                                       | 53,51035° N, 7,19873° W N 531-514 WM020-115001-   |
| Killagh                                  |                                     |                        | Westmeath | M&B  |                                                                                       | 53,56423° N, 7,1271° W N 579-575 WM020-024----    |
| Killarecastle                            |                                     |                        | Westmeath | M&B  |                                                                                       | 53,48538° N, 7,57884° W N 280-484 WM024-053----   |
| Killinagh                                |                                     | Edgeworthstown         | Westmeath | M    | Nicht sicher, kann auch Raised Ráth sein.                                             | 53,65612° N, 7,61372° W N 255-674 WM005-002----   |
| Kilpatrick                               |                                     |                        | Westmeath | M    | Früher als Motte eingestuft, aber wahrscheinlich eher Begräbnishügel.                 | 53,62509° N, 7,22161° W N 516-642 WM008-080----   |
| Labaun                                   |                                     | Mount Temple           | Westmeath | M&B  | Zwei Baileys.                                                                         | 53,42735° N, 7,77204° W N 152-419 WM030-047----   |
| Laragh                                   |                                     | Ballynacarrigy         | Westmeath | RW   |                                                                                       | 53,56162° N, 7,5155° W N 321-569 WM018-006----    |
| Moategranoge                             |                                     | Moate                  | Westmeath | M&B  |                                                                                       | 53,3942° N, 7,7198° W N 187-382 WM030-111----     |
| Pass of Kilbride                         |                                     |                        | Westmeath | M    |                                                                                       | 53,44548° N, 7,22523° W N 517-440 WM034-003----   |
| Portlick                                 |                                     | Athlone                | Westmeath | M&B  |                                                                                       | 53,49156° N, 7,91028° W N 060-490 WM022-015----   |
| Portloman                                |                                     | Lough Owel             | Westmeath | M    |                                                                                       | 53,56363° N, 7,40909° W N 392-572 WM018-024----   |
| Portnashangan                            |                                     | Lough Owel             | Westmeath | M    | Nicht sicher.                                                                         | 53,58666° N, 7,3853° W N 407-598 WM012-098----    |
| Rathconnell                              |                                     | Mullingar              | Westmeath | M&B  |                                                                                       | 53,54314° N, 7,29332° W N 468-550 WM019-040002-   |
| Rathcreevagh                             |                                     | Castlepollard          | Westmeath | M&B  |                                                                                       | 53,71555° N, 7,31903° W N 450-742 WM003-037----   |
| Rathtrim                                 |                                     | Rathconrath            | Westmeath | M    |                                                                                       | 53,53089° N, 7,52074° W N 318-535 WM018-093----   |
| Rathwire Upper                           |                                     | Killucan und Rathwire  | Westmeath | M&B  |                                                                                       | 53,5097° N, 7,1471° W N 566-514 WM020-125001-     |
| Sionhill                                 |                                     | Killucan und Rathwire  | Westmeath | M    | Nicht sicher.                                                                         | 53,55008° N, 7,15368° W N 561-559 WM020-045----   |
| Templanstown                             |                                     | Castlepollard          | Westmeath | M    |                                                                                       | 53,71828° N, 7,24795° W N 496-745 WM003-110----   |
| Tinode                                   |                                     | Street                 | Westmeath | M&B  |                                                                                       | 53,68168° N, 7,49249° W N 336-703 WM002-027----   |
| Tonashanner                              |                                     |                        | Westmeath | M&B  | Auf älterem Ráth errichtet.                                                           | 53,73768° N, 7,24035° W N 502-767 WM004-001----   |
| Tuitestown                               |                                     |                        | Westmeath | RW   |                                                                                       | 53,52289° N, 7,45995° W N 359-526 WM018-114----   |
| Twyford                                  |                                     | Athlone                | Westmeath | M    |                                                                                       | 53,44087° N, 7,84567° W N 103-434 WM029-007----   |
| Twyford                                  |                                     | Athlone                | Westmeath | M    |                                                                                       | 53,4474° N, 7,83372° W N 111-441 WM029-006----    |
| Williamstown                             |                                     | Delvin                 | Westmeath | RW   | Nicht sicher, kann auch Ráth sein.                                                    | 53,58658° N, 7,15316° W N 561-599 WM013-058----   |
| Wexford                                  |                                     |                        |           |      |                                                                                       |                                                   |
| Ballinamorragh                           |                                     | Curracloe              | Wexford   | M    |                                                                                       | 52,37902° N, 6,4053° W T 086-264 WX038-003----    |
| Ballylucas                               |                                     |                        | Wexford   | M    | Wahrscheinlich eher ein Ráth.                                                         | 52,43292° N, 6,43189° W T 067-323 WX033-002----   |
| Ballymore Demesme                        |                                     | Camolin                | Wexford   | M    | Nicht sicher.                                                                         | 52,59686° N, 6,37794° W T 099-507 WX016-014001-   |
| Ballymoty More                           |                                     |                        | Wexford   | M    |                                                                                       | 52,50568° N, 6,46145° W T 045-404 WX020-041----   |
| Ballyorley Upper                         |                                     |                        | Wexford   | RW   |                                                                                       | 52,54775° N, 6,42181° W T 071-452 WX021-001----   |
| Bannow Island                            |                                     |                        | Wexford   | M    | Könnte erste normannische Befestigung nach ihrer Landung hier in 1169 gewesen sein.   | 52,21283° N, 6,80342° W S 818-074 WX045-042----   |
| Barnaree                                 |                                     |                        | Wexford   | M    |                                                                                       | 52,54606° N, 6,26962° W T 174-452 WX022-005----   |
| Boley                                    |                                     |                        | Wexford   | RW   | Nicht sicher.                                                                         | 52,29761° N, 6,83011° W S 798-167 WX040-020002-   |
| Castlesow                                |                                     |                        | Wexford   | M    |                                                                                       | 52,40086° N, 6,48927° W T 028-287 WX032-022----   |
| Curralane                                |                                     |                        | Wexford   | M    | Nicht ganz sicher.                                                                    | 52,635° N, 6,54419° W S 986-547 WX010-012----     |
| Dunanore                                 |                                     | Enniscorthy            | Wexford   | RW   |                                                                                       | 52,47225° N, 6,5822° W S 964-366 WX026-012001-    |
| Duncormick                               |                                     | Duncormick             | Wexford   | M&B  | Bailey zerstört.                                                                      | 52,22875° N, 6,6564° W S 918-093 WX046-035001-    |
| Finshoge                                 |                                     |                        | Wexford   | RW   | Wahrscheinlich eher ein Ráth.                                                         | 52,37075° N, 6,90681° W S 745-249 WX034-008002-   |
| Glascarrig North                         |                                     |                        | Wexford   | M&B  |                                                                                       | 52,58417° N, 6,2092° W T 214-496 WX017-008----    |
| Grange                                   |                                     | Fethard-on-Sea         | Wexford   | M    |                                                                                       | 52,19368° N, 6,83927° W S 794-052 WX050-011002-   |
| Hooks                                    |                                     | Bridgetown             | Wexford   | M    |                                                                                       | 52,22997° N, 6,59793° W S 958 095 WX046-042002-   |
| Inch                                     |                                     | Blackwater             | Wexford   | M    | Mit möglichem Bailey.                                                                 | 52,43273° N, 6,34054° W T 129-325 WX033-006----   |
| Killegney                                |                                     | Clonroche              | Wexford   | M    |                                                                                       | 52,45756° N, 6,76242° W S 842-347 WX024-043----   |
| Kilmuckridge                             |                                     | Kilmuckridge           | Wexford   | M    | Kann Bailey gehabt haben.                                                             | 52,50399° N, 6,28466° W T 165-405 WX022-025----   |
| Middletown                               | Árd Ladhran                         | Courtown               | Wexford   | M&B  |                                                                                       | 52,6309° N, 6,23115° W T 198-547 WX012-010----    |
| Monagarrow Upper                         |                                     | Gorey                  | Wexford   | M    | Wahrscheinlich eher Grabhügel als Motte.                                              | 52,73021° N, 6,20084° W T 216-658 WX003-032----   |
| Newcastle                                |                                     |                        | Wexford   | M&B  |                                                                                       | 52,3208° N, 6,77374° W S 836-195 WX040-009----    |
| Newtown                                  | Ferrycarrig                         | Wexford                | Wexford   | RW   |                                                                                       | 52,35109° N, 6,51274° W S 014-232 WX037-028002-   |
| Oldhall                                  |                                     | Bridgetown             | Wexford   | M    |                                                                                       | 52,23305° N, 6,56421° W S 981-099 WX047-024----   |
| Pallis Lower                             |                                     |                        | Wexford   | M    |                                                                                       | 52,75172° N, 6,31339° W T 139-680 WX002-019001-   |
| Rathnageeragh                            |                                     |                        | Wexford   | RW   | Nicht sicher, kann auch Ráth sein.                                                    | 52,33298° N, 6,84125° W S 791-207 WX035-048----   |
| Salville or Motabeg                      |                                     | Enniscorthy            | Wexford   | M    |                                                                                       | 52,4823° N, 6,55952° W S 979-377 WX026-015----    |
| Springpark                               |                                     | Old Ross               | Wexford   | M&B  |                                                                                       | 52,39509° N, 6,83288° W S 795-276 WX030-052001-   |
| Tinnick                                  |                                     |                        | Wexford   | M    |                                                                                       | 52,47984° N, 6,34662° W T 124-377 WX027-017----   |
| Toberfinnick                             |                                     |                        | Wexford   | RW   |                                                                                       | 52,40189° N, 6,48861° W T 029-288 WX032-021----   |
| Wicklow                                  |                                     |                        |           |      |                                                                                       |                                                   |
| Ardoyne                                  |                                     | Tullow                 | Wicklow   | M&B  |                                                                                       | 52,78059° N, 6,69335° W S 882-707 WI042-002----   |
| Ballycore                                |                                     |                        | Wicklow   | M&B  |                                                                                       | 52,99072° N, 6,78808° W S 814-940 WI020-010----   |
| Ballyvolan Lower                         |                                     |                        | Wicklow   | RW   |                                                                                       | 53,05116° N, 6,08008° W O 288-017 WI019-017----   |
| Boleylug                                 |                                     | Baltinglass            | Wicklow   | M    |                                                                                       | 52,93916° N, 6,6557° W S 905-884 WI027-029----    |
| Burgage More                             |                                     | Blessington            | Wicklow   | RW   |                                                                                       | 53,15547° N, 6,54513° W N 974-126 WI005-048----   |
| Castlekevin                              |                                     |                        | Wicklow   | M&B  | Rechteckig; Bailey nicht sicher; mit späterer Burgruine.                              | 53,02459° N, 6,23679° W T 183-985 WI024-003----   |
| Castleruddery Lower                      |                                     |                        | Wicklow   | M    |                                                                                       | 52,98838° N, 6,63282° W S 919-939 WI021-033----   |
| Corporation Land                         |                                     | Wicklow                | Wicklow   | M    |                                                                                       | 52,98402° N, 6,04614° W T 314-940 WI025-012001-   |
| Deerpark                                 | Rath Turtle                         | Blessington            | Wicklow   | RW   |                                                                                       | 53,179545° N, 6,5579° W N 965-153 WI005-012----   |
| Donard Lower                             | Ball Moat                           | Donard                 | Wicklow   | M    |                                                                                       | 53,02052° N, 6,61503° W S 930-975 WI021-006----   |
| Kilpipe                                  |                                     | Aughrim                | Wicklow   | M    |                                                                                       | 52,83442° N, 6,35188° W T 111-772 WI039-016----   |
| Knockroe                                 |                                     | Hollywood              | Wicklow   | M&B  |                                                                                       | 53,08963° N, 6,59712° W N 940-054 WI009-017001-   |
| Mount Kennedy Demesne                    |                                     | Newtown Mount Kennedy  | Wicklow   | M    |                                                                                       | 53,1003° N, 6,1161° W O 262-071 WI013-026----     |
| Newcastle Middle                         |                                     | Newcastle              | Wicklow   | RW   |                                                                                       | 53,07345° N, 6,07175° W O 293-042 WI019-005004-   |
| Powerscourt Demesne                      |                                     | Enniskerry             | Wicklow   | M    |                                                                                       | 53,19072° N, 6,19146° W O 210-171 WI007-018001-   |